# 湾岸ミッドナイト MAXIMUM TUNEシリーズ
『湾岸ミッドナイト MAXIMUM TUNEシリーズ』（わんがんミッドナイト マキシマムチューンシリーズ）は、2004年からナムコ、バンダイナムコゲームス・『4』まではナムコレーベル名義・『5』以降からバンダイナムコゲームスレーベル（後のバンダイナムコエンターテインメント→バンダイナムコアミューズメント）より稼働されている、楠みちはる作の漫画『湾岸ミッドナイト』を原作にしたアーケードレースゲームシリーズの1つ。

## 製品概要
- MAXIMUM TUNEシリーズでは、首都高バトルシリーズや、前作までのシリーズ（湾岸ミッドナイト、湾岸ミッドナイトR）で採用されていたSPゲージ（ライバルとの車間距離が開くと減り、ゼロになるとゲームオーバーになる）が廃止され、ストーリーモードや乱入対戦モードでは規定距離を先に走り切った方が勝ちというシンプルなルールに変更された。自分の車種データと名前を記録したリライタブル（re-writable カード表面に印字された内容を書き換え（追記ではなく）できる）磁気カード（『4』からは非接触式ICカードに変更）を使用し、ライバルに勝利してチューニングをこなしながら各モードをクリアしていくシステムが採用されていて、実車同様に走行距離がプレイ終了ごとに加算される。ゲームモードは原作の内容を追体験できる「ストーリーモード」の他に乱入対戦モードやタイムアタックモード、そして次々と現れるライバルカーを次々に倒してゆく「10人抜きモード」（『2』から『3DX PLUS』まで）や、筐体がプレイヤーのデータ（動作・癖など）を記憶し、擬似的な対戦ができる「分身対戦モード」（『3』から）の5つがある。
- ゲーム内では、プレイ中に対戦しているキャラクターの表情と、原作から選択されたそのキャラクターの台詞がカットインされる。設定は原作と異なり、『2』までは、首都遷都によって、『3』以降ではバイパス道路の開通で、必要価値が無くなった首都高速道路がレースサーキット場として扱われるというシチュエーションになっている。
- 走行時間帯は早朝と深夜の2種類から選択可能であり、雨天は無くすべて晴れの状態である。なお、原作にも雨天時にレースを行うシチュエーションは一度も出てこない。ただし、ゲーム中では早朝と表現されているが、ほぼ日中に近い明るさになっている。
- ストーリーモードでは、『1』、『2』ではナムコキャラが登場するボーナスステージが用意されている（『1』ではパックマンやモンスターがR200CLUBを扮する『PAC765CLUB』、『2』では太鼓の達人に登場するどん子、和田かつ、和田どん、お面小僧がライバルになる）。ただし、登場する車は、リッジレーサーシリーズのようにディフォルメされた車ではなく、アザーカーのカローラセダン・ハイエースが登場する。なお、『3』以降のストーリーモードでは、ゲストキャラは登場しないが、パックマン及びモンスターたちが、コース上の電光案内盤や、ドレスアップパーツの一部として登場する。『3DX』、『3DX PLUS』では、どん子、和田かつ、和田どん、お面小僧が再び登場した。
- ゲーム内に登場する新環状右回りは、大井ジャンクション経由（ロング）と、レインボーブリッジ経由（ショート）の2種類がある。ロングコースは、『1』〜『3DX』『4』以降ではCPU戦・対人戦・タイムアタックに登場する。ショートコースは、『1』・『2』ではCPU戦のみだったが、『3DX PLUS』に限りタイムアタックで再登場したが、ロングコースが削除された。
- 筐体は前シリーズの筐体から一新され、一人専用でH型6速インパネシフト・6連装スピーカー・調整可能なシートを採用し、全体的に赤と黒を基調としている。なお、2005年12月に同社から発売された『マリオカート アーケードグランプリ』とそっくりであるが、こちらは青と緑の筐体になっていて、インパネ周り及び、基板も異なるため、マキシからマリオカートへの移行、またはその逆も不可能。
- 最大の特徴でもあるH型6速シフトは、各車のトップギアより高い位置に入れてもトップギアのままで、以下のようになる。
  - 4速車:1-2-3-4-4-4
  - 5速車:1-2-3-4-5-5
  - 6速車:1-2-3-4-5-6
  - 7速車:2-3-4-5-6-7
  - 8速車:3-4-5-6-7-8
  - 9速車:4-5-6-7-8-9
- ノーマルメーターは、各車種ごとに完全再現していることも、もう1つの特徴といえる。なお、一部車種を除きタコメーターは車名のロゴが表示され、スピードメーターは320km/hスケールに統一されている[1]。
- ナンバー表記は、『3DX PLUS』までは「メーカーの頭文字 総排気量[注 3]」のみだったが、『4』からは「登録都道府県765 メーカーの頭文字 総排気量[注 3]」となった。
- 音楽は一貫して古代祐三が手がけている。古代祐三と本シリーズの小林プロデューサーは高校時代の同級生であり、それが縁で小林プロデューサーがオファーしたという[2]。前シリーズではバロック調のBGMだったが、MAXIMUM TUNEに入ってからこれまで挑戦したことの無かったトランスの世界に踏み入れ、『2』稼動前の時期にサウンドトラックが発売された。なお、初回限定特典として、『2』専用特別カードが同封された。このカードを用いると、対戦、タイムアタック、2周目以降のストーリーの際BGM選択に00番が現れ、特別曲「Holy Land Anthem」が使用できる。なお、この曲は、古代祐三がこの初回特典カードのためだけにアレンジしたBGMである。『3』以降ではストーリーモードのBGMが一新されているが、条件（後述）を満たすことにより各モード（ストーリーモードは2周目以降）のBGMを2までのものや、「湾岸ミッドナイト」（リッジレーサーVの筐体）時代のものに変更することができる。
- ストーリーモードや通信対戦モードでは、一般的なレースゲームと異なりチェックポイントなどの制限時間を延長する要素は存在しないが、プレイ開始時に楽にゴールできるだけの制限時間が与えられる。ただしストーリーモードでは相手がゴールに到着した時点で負けになるため、タイムアップを発生させることは非常に難しい。ただ、現在の『5DX PLUS』ではプレイヤーが相手より離れてたり、残り距離が少なくなると相手のペースが落ちるようになっており、ストーリーモードのステージによっては容易にタイムアップを発生させることができる。ストーリーモードでタイムアップを発生させれば、称号が手に入るが無条件で敗戦扱いとなってチューニングゲージの増加もなし。2まで存在した通信対戦モードの「首都高一周」では999秒（16分39秒）というアーケードゲームでは常識的には考えられないほど長い時間となる。これは全くチューニングをしていない車両でもゴールできるように設定されたためである。タイムアタックでは首都高一周を除く各コースでは3ヶ所のチェックポイントが設定され、通過時に制限時間が加算される。首都高一周ではチェックポイントの数が6ヵ所に増加する。10人抜きモードでは各ライバルを負かす毎に制限時間が延長される。

### プレイの流れ
プレイする場合の大まかな流れは次のようになる。ここでは、「6R」の場合を説明する。
1. プレイ料金を投入する。
2. バナパスポートカード、Aimeカード、もしくはAmusement ICに対応したカードをカードリーダーにタッチする。
  - カードを使用しない場合は「NO」を選択する。
  - カードを持っていない場合、追加クレジットを投入してカードを新規発行することが出来る[注 4]。ゲストプレイを行う場合は「NO」を選択する。
  - 最初から始める場合と、新しい車を登録する場合はここで車種とカードネームを決める（なお、廃車カードを使用する場合は廃車カードを消費し600馬力相当の状態で車が登録される。）。
3. 使用する車を選択する。
  - 使用できる車は先頭5台分のみ。6台目以降を使いたい場合は、湾岸ターミナルで先頭に移動する必要がある。
  - （プレイヤーの分身が対戦された場合）スタンプが届き、リターンするか選択。「YES」を選べばそのままリターン戦に突入する。
4. 選択した車のプレイヤーデータの確認画面が表示される。
ここで一定以上周回すれば、レース後に日付称号を獲得できる。
5. 乱入の可否を選択する。1人プレイ時のみ筐体のボタンを押すことであとで変更できる。
  - 乱入をしたくない場合は「乱入拒否（乱入しない）」を選択する。
  - 乱入対戦したい場合は「乱入歓迎（乱入する）」を選択する。
6. モードを選択する。
  - ストーリーモード
    - 原作に登場するキャラクターと対戦。終了後、チューニングゲージが溜まり、満タンになればチューニングを行う。

  - 全国分身対戦（バナパスICカードを使用しないプレイでは選択不可）
    - レベルから選ぶ
      - 自分に合ったレベルを基準に2~4人選択し、対戦できる。
      - 「店内王冠に挑戦」を選ぶと、最強分身と対決する。

    - リターンする相手から選ぶ
    - 分身を検索する
      - カードネームを2~4人検索する。
      - 対戦した相手から選ぶ。
      - 店舗でプレイした相手から選ぶ。

    - 全国街道チャレンジに挑戦する（なお1枚のバナパスICカード内で10撃破していないとプレイできない）
    - 全国1位争奪戦に参加する
    - VS海外分身イベントに参加する（なお1枚のバナパスICカード内で50撃破していないとプレイできない）

  - タイムアタック
    - 首都高一周タイムアタックに挑みたい場合は、コインを追加投入する。乱入されると無効になるため、予め「乱入拒否」を選ぶこと。

  - 店内乱入対戦
    - プレイ中に乱入された場合、「挑戦者参上!」のお知らせが表示され、レースが中断される。
7. プレイしたいストーリー・対戦したい相手・走行したいコース、時間帯を選択し、セッティングを調整する。
  - 店内乱入対戦の場合、多数決で決定する。なお、スタート地点はシャッフルで決定。
8. レースをプレイする。
9. 結果画面が表示される。
  - ストーリーモードの場合は、チューニングポイントシステムゲージ、全国分身対戦の場合はドレスアップレベルシステムゲージがたまる。満タンになると、チューニングの場合は車の性能を高められ、ドレスアップの場合は車の外観を変更できる。
  - 分身対戦で勝利した場合、分身撃破トロフィーを獲得できる。リターン戦の場合、スタンプが押印され一定のマスに到達するとスタンプが入手できる。
  - 店内乱入対戦の場合は、順位に応じて撃墜星を獲得できる。
  - 全国1位争奪戦の予選に参加した場合、ボーナスゲームとしてネームプレートが入手できる。
  - VS海外分身イベントに参加した場合、ボーナスゲームとして回ったルーレットを止めてルーレットの数だけマップを進める。また、追加ルーレットやWANTED分身撃破ボーナスで更に進むマスを増やすこともできる。特定のマスまで進むと、限定称号やフルチューン車チケットのかけらなどが手に入り、そのマップのゴール地点まで進むと限定レースメーターなどが入手できる。すべてのマップを制覇するとゴールマスがないEXステージへ進出。
  - なお、カスタムカラー獲得・廃車カード追加の際、ゲーム終了時にカラー変更ができる。また廃車カードが追加される。
10. コンティニューを行いたい場合は、「YES」を選択し、追加プレイ料金を投入する[注 5]。ゲームを終了する場合は「NO」を選択する。
  - 同じモードでしか継続プレイが出来ないため、別のモードをプレイしたい場合や、別の車に変えたい場合は「NO」を選択し、一度ゲームを終了、その後にプレイ料金を投入する必要がある。
  - NOを選択すると、データがセーブされ、ゲームが終了する。
  - ゲストプレイでコンティニューしない場合、追加クレジットでカードを新規発行するかを再確認される。発行しない場合は、プレイデータが無効のまま、ゲームが終了する。
11. ゲームが終了する。
  - ゲームオーバーの画面で実際に車を運転する際の注意書きとお知らせが表示され、それを過ぎるとアドバタイズ画面に戻る。

ただし、3DX PLUSから採用されたイベントモードは大会専用モードで店舗側が設定する必要があり、一律フリープレイ、勝ち残りなしになる。イベントモードの流れはこの通り。
1. エントリーを行う。全員のエントリーが完了次第ゲームスタートとなる。
2. 全員のエントリー完了後筐体にバナパスポートカード、Aimeカード、もしくはAmusement ICに対応したカードかおサイフケータイをタッチする。
3. 使用する車を選択する。
  - なお、新規車種登録はできない。
4. 以降の流れは店内乱入対戦と同じ流れになる。
5. レース終了後は撃墜星・称号・走行距離の画面が省略されそのままゲームオーバーとなる（その際、レースの結果もあわせて表示される。『4』以降ではタイトル画面でもレースの結果が表示される）。

## シリーズ
それぞれの作品のゲーム需要はリンク先を参照。
湾岸ミッドナイト MAXIMUM TUNE(2004年7月6日)
湾岸ミッドナイト MAXIMUM TUNE 2(2005年4月21日)
湾岸ミッドナイト MAXIMUM TUNE 3・3DX・3DX PLUS(3：2007年7月18日、3DX：2008年12月16日、3DX PLUS：2010年3月4日)
湾岸ミッドナイト MAXIMUM TUNE 4(2011年12月15日)
湾岸ミッドナイト MAXIMUM TUNE 5・5DX・5DX PLUS(5：2014年3月12日、5DX：2015年12月15日、5DX PLUS：2016年12月15日)
湾岸ミッドナイト MAXIMUM TUNE 6・6R・6RR・6RR PLUS(6：2018年7月12日、6R：2020年1月21日、6RR：2021年11月17日、6RR PLUS：2024年4月17日)

## 海外版
海外版のMAXIMUM TUNEシリーズでは、ゲンバラの車両はライセンスが得られなかったため登場しなかった。そのため、作中に登場する一部のキャラクターの搭乗車種も変更されている。
島 達也 / ブラックバード → NISSAN FAIRLADY Z Version S(Z33) スーパーブラック → RUF CTR → RUF RCT
マサキ（3DX以降:ストーリー第16話） / GEMBALLA rsr ホワイト → MAZDA EUNOS COSMO Type-S(JCESE) コバートグレー → RUF RKクーペ
城島洸一 / GEMBALLA 3.8rs イエロー →　MAZDA RX-8 Type S(SE3P) ライトニングイエロー→ RUF CTR
イシダヨシアキ / GEMBALLA Avalanche ホワイト → SUBARU ALCYONE SVX Version L (CXD) ホワイトマイカ → CHEVROLET CORVETTE ZR-1　
その他、一部の車種は現地名に合わせる形で車名が変更されている（登場車両の項目を参照）。
中国で稼動しているほとんどの機材はメニュー画面などに中国語（簡体字）が使われているが、レース中のメッセージ、称号は英語で表示される。また、一部の地域では、ギアシフトがステアリングの右側に付いているものもある。
海外版の『5』には、日本版に登場しない車種が登場する（日本版では『5DX』で追加）。一方で日本版の『5』で追加された車種は海外版には登場せず、アップデートで追加された86とBRZに関しても、日本版とは異なりドレスアップパーツの装着は不可能となっている。その後、海外版の『5DX』では日本版『5』で追加された車種のいくつかが登場した。
- BMW M1 (E26)
- BMW M3 CSL (E46)
- Mercedes-Benz SLS AMG (C197)
- Mercedes-Benz 190E 2.5-16 EVOLUTION II (W201)
- AUDI R8 Coupe 5.2 FSI quattro
- AUDI RS4 Avant
- DODGE Viper SRT-10
- DODGE Charger SRT8

海外版『5』ではゲーム内テロップとロード時間とエントリーのBGMが『4』と同じであり、レースBGMの順番が異なっている。
海外版『5』では、頭文字D ARCADE STAGEシリーズにも収録されている箱根ターンパイクが日本版『5』のアップデートに先駆けて収録された。その一方で副都心エリアは収録されず、海外版『5DX』にて、副都心エリアが日本版『5DX』以降と同じ仕様で新規収録された。
また海外版では、『4』から『6』までは稼働開始時期が日本版より半年以上遅れるケースがあったが、『6RR』で日本版との同時稼働を果たした。

## 登場車両
使用可能な車種は、3DX PLUSの時点で全6メーカー40（+隠し3）種類で、車種のカラーリングによってはグレードが変わる車両がある。ただし、グレードによっての性能差はない。また、『4』では8車種が追加され、アップデートで車の追加があるがゲンバラが削除された。また車種名のロゴが変更されたり、グレードがつかなかった車種にグレードが追加されている車種がある。『6』時点で最高840馬力に達するため、FF車は高出力・大車重には向かないことから、インテグラタイプRを除いて収録されていない。一部は隠し車種もあり、新規作成での車種選択画面にて特定の車種にカーソルを合わせた後、シフトレバーで特定の順序にシフトを入力することで選択できるようになる。『5』以降では湾岸マキシ.NET プレミアム会員専用車、『5DX』以降ではターミナルスクラッチでのみ入手できる車が登場。なお、『5DX』以降のターミナルスクラッチで獲得できる車両はフルチューンの状態である。2019年2月8日に、湾岸ナビゲーターでシリーズ未登場車の47車種の候補から上位2車種が、『6R』に登場する追加車種投票イベントが近日開催されることがオフィシャルから告知された。そして2019年2月14日から2019年3月18日まで、『6R』に登場する追加車種投票イベントが開催され、1位がスカイライン 2000GT-R(C110)、2位がシルビア(S14)の後期型が入ったほか、NISSANが投票イベント1-2を独占し、『6R』に登場することが決定した。

### 初期段階で選択可能な車種
※○は使用可能（『4』以降のアップデートで追加された車種も含む）、●は制限ありで使用可能、×は未登場、■は隠し車種、☆は今後のメジャーアップデートで追加確定車。
| 車種名    | 1 | 2 | 3 | 3DX | 3DX PLUS | 4 | 5 | 5DX | 5DX PLUS | 6 | 6R | ワークスステッカー | 備考            |
| --------- | - | - | - | --- | -------- | - | - | --- | -------- | - | -- | ------------------ | --------------- |
| R8        | × | × | × | ×   | ×        | × | ● | ○   | ○        | ○ | ○  | R8のロゴ           | 5では海外版限定 |
| RS4 Avant | × | × | × | ×   | ×        | × | ● | ○   | ○        | ○ | ○  | RS4のロゴ          | 5では海外版限定 |

| 車種名              | 1 | 2 | 3 | 3DX | 3DX PLUS | 4 | 5 | 5DX | 5DX PLUS | 6 | 6R | ワークスステッカー | 備考 |
| ------------------- | - | - | - | --- | -------- | - | - | --- | -------- | - | -- | ------------------ | --- |
| M3 Coupe (E92)      | × | × | × | ×   | ×        | × | ○ | ○   | ○        | ○ | ○  | BMW M GmbHカラー   | 湾岸マキシ.NETプレミアム会員限定カラーあり。 |
| Z4 sDrive35is (E89) | × | × | × | ×   | ×        | × | ○ | ○   | ○        | ○ | ○  | BMW M GmbHカラー   | 5にて2014/12/12にて先行登場し、一定条件クリアで最初からフルチューンで使用可能だった。2015年7月16日のアップデートで通常車種として解禁。 湾岸マキシ.NETプレミアム会員限定でセーフティカー仕様あり。 |
| M3 CSL (E46)        | × | × | × | ×   | ×        | × | ● | ○   | ○        | ○ | ○  | BMW M GmbHカラー   | 5では海外版限定 |
| M1                  | × | × | × | ×   | ×        | × | ● | ○   | ○        | ○ | ○  | BMW M GmbHカラー   | 5では海外版限定 |
| M6 Gran Coupe (F06) | × | × | × | ×   | ×        | × | × | ○   | ○        | ○ | ○  | BMW M GmbHカラー   | 5DXの2016年7月21日のアップデートで追加。 カーボンボンネット、カーボントランクの装着はできない。                                                                                                   |
| 2002 Turbo (E20)    | × | × | × | ×   | ×        | × | × | ○   | ○        | ○ | ○  | BMW M GmbHカラー   | 5DXの2016年7月21日のアップデートで追加。 カーボンボンネット、カーボントランクの装着はできない。                                                                                                   |

| 車種名                | 1 | 2 | 3 | 3DX | 3DX PLUS | 4 | 5 | 5DX | 5DX PLUS | 6 | 6R | ワークスステッカー                   | 備考 |
| --------------------- | - | - | - | --- | -------- | - | - | --- | -------- | - | -- | ------------------------------------ | --- |
| Camaro Z28            | × | × | × | ×   | ×        | × | ○ | ○   | ○        | ○ | ○  | 1968年SCCAトランザムレース優勝車仕様 | 5にて2015/07/16に行われたアップデートにおいて追加。 |
| CORVETTE (C2)         | × | × | × | ×   | ×        | × | ○ | ○   | ○        | ○ | ○  | グランスポーツ風                     | |
| CORVETTE ZR1(C6)      | × | × | × | ×   | ×        | ○ | ○ | ○   | ○        | ○ | ○  | CORVETTEのロゴ                       | 湾岸マキシ.NETプレミアム会員限定でイエローキャブ仕様ありTemplate:Efgn2。 |
| CAMARO SS RS          | × | × | × | ×   | ×        | ○ | ○ | ○   | ○        | ○ | ○  | 戦闘機風 (オリーブドラブ色)          | 4にてRev.1.05で先行登場し、一定条件クリアで使用可能だった。2013/03/06に行われたメジャーアップデート★3で通常解禁。 湾岸マキシ.NETプレミアム会員で限定カラーおよびイエローキャブ仕様ありTemplate:Efgn2 |
| CORVETTE STINGRAY(C3) | × | × | × | ×   | ×        | ○ | ○ | ○   | ○        | ○ | ○  | 星条旗                               | 4にて2013/03/06に行われたメジャーアップデート★3で追加。 |

| 車種名       | 1 | 2 | 3 | 3DX | 3DX PLUS | 4 | 5 | 5DX | 5DX PLUS | 6 | 6R | ワークスステッカー     | 備考            |
| ------------ | - | - | - | --- | -------- | - | - | --- | -------- | - | -- | ---------------------- | --------------- |
| VIPER SRT10  | × | × | × | ×   | ×        | × | ● | ○   | ○        | ○ | ○  | バイパーSRT-10･ACR仕様 | 5では海外版限定 |
| CHARGER SRT8 | × | × | × | ×   | ×        | × | ● | ○   | ○        | ○ | ○  | ダッジのロゴ           | 5では海外版限定 |

| 車種名               | 1 | 2 | 3 | 3DX | 3DX PLUS | 4 | 5 | 5DX | 5DX PLUS | 6 | 6R | 6RR | 6RR+ | ワークスステッカー | 備考 |
| -------------------- | - | - | - | --- | -------- | - | - | --- | -------- | - | -- | --- | ---- | ------------------ | --- |
| NSX (NC1)            | × | × | × | ×   | ×        | × | × | ×   | ○        | ○ | ○  | ○   | ○    | なし               | ドレスアップは一切できない（追加カラーもない）。ゲーム内では唯一の9速車で、4〜9速を操作することになる。                                                 |
| NSX (NA1)            | × | × | × | ×   | ×        | × | × | ×   | ○        | ○ | ○  | ○   | ○    | なし               | ドレスアップは一切できない（追加カラーもない）。 |
| INTEGRA TYPE-R (DC2) | × | × | × | ×   | ×        | × | × | ×   | ×        | ☆ | ☆  | ☆   | ☆    | なし               | 現時点ではCPU限定で登場する。 |
| NSX-R (NA2)          | × | × | × | ×   | ×        | × | × | ×   | ●        | ● | ●  | ●   | ●    | なし               | ターミナルスクラッチ12枚目のアイテムで登場。ドレスアップは一切できない（追加カラーもない）。                                                            |
| S2000 Type S (AP2)   | × | × | × | ×   | ×        | × | × | ×   | ●        | ● | ●  | ●   | ○    | なし               | 元々は大会店舗予選の参加賞、期間限定キャンペーンの特典として登場。 6RR+で通常の車種選択で選べるように。ドレスアップは一切できない（追加カラーもない）。 |
| S660 （JW5）         | × | × | × | ×   | ×        | × | × | ×   | ×        | × | ×  | ×   | ◼️   | なし               | NSX(NC2)にカーソルを合わせ、1-2-2-3-3-3-4-4-4-4-5-5-5-5-5-6-6-6-6-6-6で出現 ドレスアップは一切できない（追加カラーもない）                              |

| 車種名            | 1 | 2 | 3 | 3DX | 3DX PLUS | 4 | 5 | 5DX | 5DX PLUS | 6 | 6R | ワークスステッカー                  | 備考                                                             |
| ----------------- | - | - | - | --- | -------- | - | - | --- | -------- | - | -- | ----------------------------------- | ---------------------------------------------------------------- |
| AVENTADOR LP700-4 | × | × | × | ×   | ×        | × | × | ×   | ○        | ○ | ○  | AVENTADORのロゴ、トリコローレライン |                                                                  |
| Countach LP400    | × | × | × | ×   | ×        | × | × | ×   | ○        | ○ | ○  | LP500Rのライン                      |                                                                  |
| Miura P400S       | × | × | × | ×   | ×        | × | × | ×   | ●        | ● | ●  | なし                                | 湾岸マキシ.NETプレミアム会員専用車。ドレスアップは一切できない。 |
| Diablo VT         | × | × | × | ×   | ×        | × | × | ×   | ●        | ● | ●  | なし                                | 湾岸マキシ.NETプレミアム会員専用車。ドレスアップは一切できない。 |

| 車種名                                | 1 | 2 | 3 | 3DX | 3DX PLUS | 4 | 5 | 5DX | 5DX PLUS | 6 | 6R | ワークスステッカー                              | 備考 |
| ------------------------------------- | - | - | - | --- | -------- | - | - | --- | -------- | - | -- | ----------------------------------------------- | --- |
| EUNOS Roadster (NA6C)                 | × | × | × | ×   | ×        | × | ○ | ○   | ○        | ○ | ○  | マツダスピード                                  | 5にて2015年10月1日のアップデートで追加                                                                        |
| Roadster RS RHT (NCEC)                | × | × | × | ○   | ○        | ○ | ○ | ○   | ○        | ○ | ○  | マツダスピード                                  | 3DX PLUSまでRoadster（グレードの追記なし）。 海外版では「MX-5」と表記されている。                             |
| MAZDASPEED ATENZA (GG3P)              | × | × | ○ | ○   | ○        | ○ | ○ | ○   | ○        | ○ | ○  | マツダスピード                                  | 3DX以降は隠し車両としてこれの教習車仕様がある。 海外版では「MAZDASPEED6」と表記されている。                   |
| RX-8 Type S (SE3P)                    | × | ○ | ○ | ○   | ○        | ○ | ○ | ○   | ○        | ○ | ○  | マツダスピード                                  | |
| RX-7 Type R (FD3S)                    | ○ | ○ | ○ | ○   | ○        | ○ | ○ | ○   | ○        | ○ | ○  | マツダスピード                                  | サンバーストイエローを選択した場合はType R BATHURST Rになる。                                                 |
| SAVANNA RX-7 GT-X (FC3S)              | ○ | ○ | ○ | ○   | ○        | ○ | ○ | ○   | ○        | ○ | ○  | マツダスピード                                  | |
| SAVANNA RX-7 TURBO SE-Limited (SA22C) | × | × | × | ×   | ×        | ○ | ○ | ○   | ○        | ○ | ○  | 1979年 IMSA Camel GT デイトナ24時間耐久レース   | |
| EUNOS Cosmo Type-S (JCESE)            | × | ○ | ○ | ○   | ○        | ○ | ○ | ○   | ○        | ○ | ○  | マツダスピード                                  | |
| Cosmo SPORTS (L10B)                   | × | × | × | ×   | ×        | ○ | ○ | ○   | ○        | ○ | ○  | 1968年 マラソン・デ・ラ・ルート84時間耐久レース | 4にて2013/10/24に行われたメジャーアップデート★5で追加。 海外版では「110S」と表記されている。                  |
| SAVANNA GT (S124A)                    | × | × | × | ×   | ×        | × | ○ | ○   | ○        | ○ | ○  | 1974年 富士インター200マイルレース              | |
| ROADSTER S Special Package (ND5RC)    | × | × | × | ×   | ×        | × | × | ●   | ●        | ● | ●  | なし                                            | 5DXの2016年4月6日のアップデートにて湾岸マキシ.NETプレミアム会員専用車として登場。ドレスアップは一切できない。 |
| ROADSTER RF RS (ND5RC)                | × | × | × | ×   | ×        | × | × | ×   | ×        | ● | ●  | なし                                            | 総獲得マキシG500以上で交換。ドレスアップは一切できない。                                                      |

| 車種名                         | 1 | 2 | 3 | 3DX | 3DX PLUS | 4 | 5 | 5DX | 5DX PLUS | 6 | 6R | ワークスステッカー     | 備考 |
| ------------------------------ | - | - | - | --- | -------- | - | - | --- | -------- | - | -- | ---------------------- | --- |
| 500E (W124)                    | × | × | × | ×   | ×        | × | ○ | ○   | ○        | ○ | ○  | メルセデスベンツのロゴ | 5にて5015/07/16に行われたアップデートで追加。 |
| SLK 350 Blue EFFICIENCY (R172) | × | × | × | ×   | ×        | × | ○ | ○   | ○        | ○ | ○  | メルセデスベンツのロゴ | 一部ステッカーの購入および装着ができない。 湾岸マキシ.NETプレミアム会員限定でイエローキャブ仕様ありTemplate:Efgn2。 実車は7速ATだがゲーム内では6速と表記されている。 |
| SLS AMG                        | × | × | × | ×   | ×        | × | ● | ○   | ○        | ○ | ○  | メルセデスベンツのロゴ | 5では海外版限定 |
| 190E 2.5-16 EVOLUTION II       | × | × | × | ×   | ×        | × | ● | ○   | ○        | ○ | ○  | メルセデスベンツのロゴ | 5では海外版限定 |

| 車種名                              | 1 | 2 | 3 | 3DX | 3DX PLUS | 4 | 5 | 5DX | 5DX PLUS | 6 | 6R | ワークスステッカー | 備考 |
| ----------------------------------- | - | - | - | --- | -------- | - | - | --- | -------- | - | -- | ------------------ | --- |
| LANCER EVOLUTION X GSR (CZ4A)       | × | × | × | ○   | ○        | ○ | ○ | ○   | ○        | ○ | ○  | ラリーアート       | 3DX PLUSまでLANCER EVOLUTION X（グレードの追記なし） |
| LANCER Evolution IX MR GSR (CT9A)   | × | × | ○ | ○   | ○        | ○ | ○ | ○   | ○        | ○ | ○  | ラリーアート       | |
| LANCER Evolution VIII MR GSR (CT9A) | ○ | ○ | ○ | ○   | ○        | ○ | ○ | ○   | ○        | ○ | ○  | ラリーアート       | ホワイトソリッドを選択した場合はRS |
| LANCER Evolution VI GSR (CP9A)      | ○ | ○ | ○ | ○   | ○        | ○ | ○ | ○   | ○        | ○ | ○  | ラリーアート       | スコーティアホワイトを選択した場合はRS |
| LANCER Evolution V GSR (CP9A)       | × | × | ○ | ○   | ○        | ○ | ○ | ○   | ○        | ○ | ○  | ラリーアート       | スコーティアホワイトを選択した場合はRS |
| LANCER Evolution III GSR (CE9A)     | × | ○ | ○ | ○   | ○        | ○ | ○ | ○   | ○        | ○ | ○  | ラリーアート       | スコーティアホワイトを選択した場合はRS |
| GTO TWIN TURBO (Z16A)               | ○ | ○ | ○ | ○   | ○        | ○ | ○ | ○   | ○        | ○ | ○  | ラリーアート       | |
| STARION GSR-VR (A187A)              | × | × | × | ×   | ×        | ○ | ○ | ○   | ○        | ○ | ○  | ラリーアート       | |
| GALANT VR-4 (E39A)                  | × | × | × | ×   | ×        | × | ○ | ○   | ○        | ○ | ○  | ラリーアート       | |
| PAJERO EVOLUTION (V55W)             | × | × | × | ×   | ×        | ■ | ■ | ■   | ■        | ■ | ■  | ラリーアート       | スタリオンからの隠し車種。稼働開始前に店舗に貼られたポスターにて、三菱・パジェロらしきSUV車のシルエットが公開されていた（パジェロは『4』にて稼働当初からアザーカーとして登場しているほか、2012年10月27日に開催された「第3回日本最速王座決定戦2012」で行われたエキシビションマッチで開発陣がユーザーたちに先駆けて使用していた）。 |

| 車種名                               | 1 | 2 | 3 | 3DX | 3DX PLUS | 4 | 5 | 5DX | 5DX PLUS | 6 | 6R | ワークスステッカー | 備考 |
| ------------------------------------ | - | - | - | --- | -------- | - | - | --- | -------- | - | -- | ------------------ | --- |
| STAGEA Autech Version 260RS (WGNC34) | × | × | × | ×   | ×        | × | ○ | ○   | ○        | ○ | ○  | ステージアのロゴ   | 5にて日本最速王座決定戦2015で追加が発表。2015年2月18日のアップデートで追加。 |
| Gloria GranTurismo ULTIMA (Y33)      | × | × | × | ×   | ×        | × | ○ | ○   | ○        | ○ | ○  | グロリアのロゴ     | 5にて2014/09/09のアップデートで追加。 |
| GT-R (R35)                           | × | × | × | ×   | ○        | ○ | ○ | ○   | ○        | ○ | ○  | なし               | 隠し車両としてこれのSpec Vもある。この車のみ仕様に関係なくステップアップチューンとなり、ドレスアップは一切できない（追加カラーもない）。 5DXの2016年7月21日のアップデートで湾岸マキシ.NETプレミアム会員専用車とターミナルスクラッチのアイテムでNISMO仕様が登場した。 5DX PLUSのターミナルスクラッチ11枚目のアイテムで2017年式PureEditionが追加された。 |
| FUGA 370GT Type S (KY51)             | × | × | × | ×   | ×        | ○ | ○ | ○   | ○        | ○ | ○  | FUGAのロゴ         | 4にて2013/03/06に行われたメジャーアップデート★3で追加。 シリーズ初の7速トランスミッション車であり、MT設定だとドライブマシンのシフトは6速までしかないため、1速が存在せず、2〜7速を操作することになる。 |
| SKYLINE COUPE 370GT Type S (CKV36)   | × | × | × | ×   | ×        | ○ | ○ | ○   | ○        | ○ | ○  | SKYLINEのロゴ      | |
| SKYLINE GT-R V-specII (BNR34)        | ○ | ○ | ○ | ○   | ○        | ○ | ○ | ○   | ○        | ○ | ○  | ニスモ             | ミレニアムシェイド(M)を選択した場合はV-specII Nurになる。 |
| SKYLINE GT-R V-spec (BCNR33)         | ○ | ○ | ○ | ○   | ○        | ○ | ○ | ○   | ○        | ○ | ○  | ニスモ             | |
| SKYLINE GT-R (BNR32)                 | ○ | ○ | ○ | ○   | ○        | ○ | ○ | ○   | ○        | ○ | ○  | ニスモ             | |
| SKYLINE GT-R (KPGC10)                | × | × | × | ×   | ○        | ○ | ○ | ○   | ○        | ○ | ○  | 1970年代ワークス   | |
| SKYLINE 2000GT-R (KPGC110)           | × | × | × | ×   | ×        | × | × | ×   | ×        | × | ○  |                    | |
| SKYLINE RS-X TURBO C (R30)           | × | × | × | ×   | ×        | × | ○ | ○   | ○        | ○ | ○  | 1980年代ワークス   | |
| FAIRLADY Z Version ST (Z34)          | × | × | × | ○   | ○        | ○ | ○ | ○   | ○        | ○ | ○  | FAIRLADY Zのロゴ   | 3DXにて2009年3月24日に解禁されたタイムリリース車、3DX PLUSまでFAIRLADY Z（グレードの追記なし）。 5DXにおいてターミナルスクラッチのアイテムと湾岸マキシ.NETプレミアム会員専用車でNISMO仕様が登場。こちらはドレスアップは一切できない（追加カラーもない）。                                                                                              |
| FAIRLADY Z Version S (Z33)           | ○ | ○ | ○ | ○   | ○        | ○ | ○ | ○   | ○        | ○ | ○  | ニスモ             | |
| Fairlady Z 300ZX TWIN TURBO (Z32)    | × | ○ | ○ | ○   | ○        | ○ | ○ | ○   | ○        | ○ | ○  | ニスモ             | |
| FAIRLADY Z 300ZX (Z31)               | ■ | ■ | ○ | ○   | ○        | ○ | ○ | ○   | ○        | ○ | ○  | ニスモ             | |
| Fairlady Z (S30)                     | ○ | ○ | ○ | ○   | ○        | ○ | ○ | ○   | ○        | ○ | ○  | ニスモ             | 『2』までは、ミッドナイトブルーのみ悪魔のZエアロ、その他のカラーはカーボンボンネット付きエアロとなっていた。 |
| SILVIA spec.R (S15)                  | ○ | ○ | ○ | ○   | ○        | ○ | ○ | ○   | ○        | ○ | ○  | ニスモ             | |
| SILVIA K's AERO (S14)                | × | × | × | ×   | ×        | × | × | ×   | ×        | × | ◯  |                    | |
| 180SX TYPE III (RPS13)               | × | × | ○ | ○   | ○        | ○ | ○ | ○   | ○        | ○ | ○  | ニスモ             | 3DX PLUSまではTYPE IIだった。 |
| LAUREL 25 Club-S TURBO Type X (GC35) | × | × | × | ×   | ×        | × | × | ○   | ○        | ○ | ○  | ローレルのロゴ     | 5DXの2016年7月21日のアップデートで追加。 |
| SILVIA K's (PS13)                    | × | × | × | ×   | ×        | × | × | ×   | ●        | ● | ●  | なし               | 5DX PLUSの2017年7月4日のアップデートにて湾岸マキシ.NETプレミアム会員専用車として登場。ドレスアップは一切できない。 発表時、バナーが180SXになっているミスがありすぐに修正された。 |
| Fairlady Z 280Z-T (S130)             | × | × | × | ×   | ×        | × | × | ×   | ×        | ● | ●  | なし               | 総獲得マキシG100000以上で交換。ドレスアップは一切できない。 |
| LEOPARD 3.0 ULTIMA (F31)             | × | × | × | ×   | ×        | × | × | ×   | ×        | ● | ●  | なし               | 総獲得マキシG500000以上で交換 |

| 車種名             | 1 | 2 | 3 | 3DX | 3DX PLUS | 4 | 5 | 5DX | 5DX PLUS | 6 | 6R | ワークスステッカー | 備考                                                                                            |
| ------------------ | - | - | - | --- | -------- | - | - | --- | -------- | - | -- | ------------------ | ----------------------------------------------------------------------------------------------- |
| 911(991) Turbo S   | × | × | × | ×   | ×        | × | × | ×   | ×        | ○ | ○  | なし               |                                                                                                 |
| 718 Cayman S       | × | × | × | ×   | ×        | × | × | ×   | ×        | ○ | ○  | なし               |                                                                                                 |
| 911(964) Turbo 3.6 | × | × | × | ×   | ×        | × | × | ×   | ×        | ○ | ○  | なし               | ストーリーモード19話以降のブラックバードのベース車種として登場。                                |
| 911(930) Turbo S   | × | × | × | ×   | ×        | × | × | ×   | ×        | ○ | ○  | なし               | ブラックバードのベース車種として登場。                                                          |
| 928 GT             | × | × | × | ×   | ×        | × | × | ×   | ×        | ☆ | ○  | なし               | 6にて2019年7月17日のアップデートで追加された。当時はCPU限定で登場。ドレスアップは一切できない。 |

| 車種名                          | 1 | 2 | 3 | 3DX | 3DX PLUS | 4 | 5 | 5DX | 5DX PLUS | 6 | 6R | ワークスステッカー            | 備考 |
| ------------------------------- | - | - | - | --- | -------- | - | - | --- | -------- | - | -- | ----------------------------- | --- |
| WRX STI (GVB)                   | × | × | × | ×   | ×        | × | ○ | ○   | ○        | ○ | ○  | スバルのロゴ                  | 5にて2015年10月1日のアップデートで追加                                                                                           |
| LEVORG (VMG)                    | × | × | × | ×   | ×        | × | ○ | ○   | ○        | ○ | ○  | レヴォーグのロゴ              | 5にて日本最速王座決定戦2015で追加が発表。2015年2月18日のアップデートで追加。                                                     |
| IMPREZA WRX STI (GRB)           | × | × | × | ○   | ○        | ○ | ○ | ○   | ○        | ○ | ○  | WRC(SWRT)                     | |
| IMPREZA WRX STI (GDB-F)         | × | × | ○ | ○   | ○        | ○ | ○ | ○   | ○        | ○ | ○  | WRC(SWRT)                     | |
| IMPREZA WRX STi (GDB-C)         | ○ | ○ | ○ | ○   | ○        | ○ | ○ | ○   | ○        | ○ | ○  | WRC(SWRT)                     | ソリッドレッド、ピュアホワイトを選択した場合はSTi spec-C Limited                                                                 |
| Impreza WRX STi VersionVI (GC8) | ○ | ○ | ○ | ○   | ○        | ○ | ○ | ○   | ○        | ○ | ○  | WRC(SWRT)                     | カシミヤイエロー、ピュアホワイトを選択した場合はtype RA STi VersionVI                                                            |
| LEGACY B4 2.0GT spec.B (BL5)    | ○ | ○ | ○ | ○   | ○        | ○ | ○ | ○   | ○        | ○ | ○  | WRC(SWRT)                     | |
| LEGACY B4 2.5GT S Package (BM9) | × | × | × | ×   | ×        | ○ | ○ | ○   | ○        | ○ | ○  | WRC(SWRT)                     | |
| ALCYONE SVX Version L (CXD)     | × | ○ | ○ | ○   | ○        | ○ | ○ | ○   | ○        | ○ | ○  | WRC(SWRT)                     | |
| BRZ S (ZC6)                     | × | × | × | ×   | ×        | × | ○ | ○   | ○        | ○ | ○  | BRZのロゴ (GT300 R&D SPORT風) | 5の海外版ではアップデートで追加。5の海外版ではドレスアップは一切できない。                                                       |
| R2 (RC2)                        | × | × | ■ | ■   | ■        | ■ | ■ | ■   | ■        | ■ | ■  | WRC(SWRT)                     | アルシオーネSVXからの隠し車種。日本の道路交通法上、排気量660cc（初期状態）の軽自動車となるため、この車両のみ黄色ナンバーである。 |

| 車種名                                | 1 | 2 | 3 | 3DX | 3DX PLUS | 4 | 5 | 5DX | 5DX PLUS | 6 | 6R | ワークスステッカー          | 備考 |
| ------------------------------------- | - | - | - | --- | -------- | - | - | --- | -------- | - | -- | --------------------------- | --- |
| GR Supra RZ (DB42)                    | × | × | × | ×   | ×        | × | × | ×   | ×        | × | ●  | なし                        | 期間限定キャンペーンの特典として登場。ドレスアップは一切できない（追加カラーもない）。 |
| SOARER 2.5GT-TWINTURBO (JZZ30)        | × | × | × | ×   | ×        | × | ○ | ○   | ○        | ○ | ○  | TRD                         | 5にて2014/09/09のアップデートで追加。 ノーマルメーターがバーグラフ式デジタルタコメーターとなる。 |
| Supra RZ (JZA80)                      | ○ | ○ | ○ | ○   | ○        | ○ | ○ | ○   | ○        | ○ | ○  | TRD                         | |
| SUPRA 2.5GT TWIN TURBO R (JZA70)      | × | ○ | ○ | ○   | ○        | ○ | ○ | ○   | ○        | ○ | ○  | TRD                         | |
| MR2 GT-S (SW20)                       | ○ | ○ | ○ | ○   | ○        | ○ | ○ | ○   | ○        | ○ | ○  | TRD                         | |
| CHASER Tourer V (JZX100)              | ○ | ○ | ○ | ○   | ○        | ○ | ○ | ○   | ○        | ○ | ○  | TRD                         | |
| CELSIOR (UCF10)                       | ■ | ■ | ○ | ○   | ○        | ○ | ○ | ○   | ○        | ○ | ○  | TRD                         | 3DX以降は隠し車両としてこれの個人タクシー仕様があるTemplate:Efgn2。 またセルシオはハンドリングの基本チューニングが他車と著しく異なる。詳細は下述。                                                    |
| ARISTO V300 "VERTEX EDITION" (JZS161) | × | × | ○ | ○   | ○        | ○ | ○ | ○   | ○        | ○ | ○  | TRD                         | 隠し車両としてこれの個人タクシー仕様があるTemplate:Efgn2。 |
| CROWN ATHLETE (GRS204)                | × | × | × | ×   | ×        | ○ | ○ | ○   | ○        | ○ | ○  | TRD                         | |
| SPRINTER TRUENO GT-APEX (AE86)        | × | × | × | ×   | ×        | ○ | ○ | ○   | ○        | ○ | ○  | N2レース (TRD)              | 4にて2013/03/06に行われたメジャーアップデート★3で解禁。 |
| 2000GT (MF10)                         | × | × | × | ×   | ×        | ○ | ○ | ○   | ○        | ○ | ○  | 1967年 富士24時間耐久レース | 4にて2013/07/18に行われたメジャーアップデート★4で、一定条件クリアで使用可能だった。2013/10/24に行われたメジャーアップデート★5で通常解禁。 湾岸マキシ.NETプレミアム会員限定カラーあり。                |
| CELICA XX 2800GT (MA61)               | × | × | × | ×   | ×        | ○ | ○ | ○   | ○        | ○ | ○  | TRD                         | 4にて2013/10/24に行われるメジャーアップデート★5で追加。 原作で搭乗していた相沢洸一は故人であるが、ストーリーモードのカットインでマシンのみ登場していた。 海外版では「CELICA SUPRA」と表記されている。 |
| 86 GT (ZN6)                           | × | × | × | ×   | ×        | × | ○ | ○   | ○        | ○ | ○  | N1仕様                      | 5の海外版ではアップデートで追加。5の海外版ではドレスアップは一切できない。 |
| MARK II TOURER V (JZX100)             | × | × | × | ×   | ×        | × | × | ○   | ○        | ○ | ○  | TRD                         | 5DXの2016年7月21日のアップデートで追加。 |
| COROLLA (NZE121)                      | × | ■ | ■ | ■   | ■        | ■ | ■ | ■   | ■        | ■ | ■  | TRD                         | SUPRA 2.5GT TWIN TURBO Rからの隠し車種。駆動形式は本来FFまたは4WDだが、2まではFRだった。3からは4WDとなっている。また3DX PLUSまで排気量が1.8Lモデルだったが、4から1.5Lモデルになった。                 |
| HIACE WAGON (KZH100G)                 | × | ■ | ■ | ■   | ■        | ■ | ■ | ■   | ■        | ■ | ■  | TRD                         | MR2 GT-Sからの隠し車種。5の初期バージョンまではアザーカーとして登場していた。 |
| HIACE WAGON ハイリフト仕様 (KZH100G)  | × | × | × | ■   | ■        | ■ | ■ | ■   | ■        | ■ | ■  | TRD                         | チェイサーからの隠し車種。 |
| HIACE VAN (H200)                      | × | × | × | ×   | ×        | × | × | ●   | ●        | ● | ●  | TRD                         | 5DXにおいてターミナルスクラッチ3枚目のアイテムで登場。5でもアザーカーとして登場していたが隠しコマンドが発表されていなかったため使用不可能だった。                                                     |

| 車種名                  | 1 | 2 | 3 | 3DX | 3DX PLUS | 4 | 5 | 5DX | 5DX PLUS | 6 | 6R | ワークスステッカー | 備考                                                                         |
| ----------------------- | - | - | - | --- | -------- | - | - | --- | -------- | - | -- | ------------------ | ---------------------------------------------------------------------------- |
| MINI Cooper S Crossover | × | × | × | ×   | ×        | × | × | ×   | ●        | ● | ●  | なし               | 店舗大会の参加賞として登場。ドレスアップは一切できない（追加カラーもない）。 |

### 過去作に収録された車種
現時点ではどれもポルシェに代わって収録された車種となる。理由は備考を参照。
| 車種名    | 1 | 2 | 3 | 3DX | 3DX PLUS | 4以降 | ワークスステッカー | 備考                                     |
| --------- | - | - | - | --- | -------- | ----- | ------------------ | ---------------------------------------- |
| Avalanche | × | × | ○ | ○   | ○        | ×     | GEMBALLAのロゴ     | このカードを4に引き継ぐとRGTに変化した。 |
| 3.8rs     | ○ | ○ | ○ | ○   | ○        | ×     | GEMBALLAのロゴ     | このカードを4に引き継ぐとCTRに変化した。 |
| rsr       | ○ | ○ | ○ | ○   | ○        | ×     | GEMBALLAのロゴ     | このカードを4に引き継ぐとCTRに変化した。 |

| 車種名   | 3DX PLUS以前 | 4 | 5 | 5DX | 5DX PLUS | 6以降 | ワークスステッカー | 備考 |
| -------- | ------------ | - | - | --- | -------- | ----- | ------------------ | --- |
| CTR      | ×            | ○ | ○ | ○   | ○        | ×     | RUFのロゴ          | 6に引き継ぐと930に変化した。 |
| RGT      | ×            | ○ | ○ | ○   | ○        | ×     | RUFのロゴ          | 6に引き継ぐと991に変化した。 |
| RK coupé | ×            | ○ | ○ | ○   | ○        | ×     | RUFのロゴ          | 4にて2012年4月10日に行われたメジャーアップデート★1で解禁。6に引き継ぐとケイマンに変化した。                                                                                           |
| Rt35     | ×            | × | ○ | ○   | ○        | ×     | RUFのロゴ          | 6に引き継ぐと991に変化した。 |
| RCT      | ×            | × | × | ○   | ○        | ×     | なし               | 5DXにて2016年4月14日のアップデートで追加。稼働当初はストーリーモード19話以降のブラックバードのベース車種としてCPU限定で登場。ドレスアップは一切できない。6に引き継ぐと964に変化した。 |

### 備考
- 原作に登場したホンダ、フェラーリ、ポルシェの各メーカーの車種は、シリーズ開始当初は一切収録されておらず、他メーカーの車種で代用するか、搭乗する人物をストーリーに登場させない措置が取られていた。その後、ホンダは『5DX PLUS』から、ポルシェは『6』から登場している（フェラーリのみ未登場）。
- 『2』まで、ゲーム中に登場する神谷エイジのランサーエボリューションが、原作がV GSRなのに対し、VI GSRになっていた。『3』より、原作どおりにV GSRになっている。
- 『5DX』でRUF RCTの追加に伴い、ブラックバードの形式ベースが第19話以降からCTRからRCTへと変更された。
- 『6R』で、湾岸ナビの機能に『ナビスクラッチ』が追加。これにより、マキシNETプレミアム会員限定車を一定条件満たせば所有できるようになる。また、ナビスクラッチで獲得できる車種は、1ヶ月ごとに変更される。

## 登場人物
湾岸ミッドナイト#登場人物を参照

## チューニング要素
- このゲームの最大の醍醐味でもあるチューニングができるのは、カードプレイでストーリーモードをプレイした時のみとなり、他モードはチューンアップされない。初期状態から最大800馬力（『2』では815馬力、『3』では820馬力、『3DX』『3DX PLUS』では825馬力、『4』『5』では830馬力、『6』では840馬力）までチューニングが可能である。ただし、初期段階では車種によって馬力が異なる場合がある。それぞれ、ライバルに勝利する、または敗北するとゲージが増え、満杯になると1段階チューンされる。チューニングはパワーとハンドリングの2種類で600馬力（それぞれ10段階）までは基本チューンとなり、800馬力（10段階）までは対戦状況によってパワー重視とハンドリング重視のセッティング変更が可能である。なお、ゲーム中では全車が300km/hという高速で走行するため、初期のチューニングでターボチューンされる（初期馬力が64馬力のR2のみエンジン換装）。また、NISSAN GT-R (R35)の場合は仕様にかかわらずステップアップとなり、セッティングの表記もパワー・ハンドリング表記（P:○○ H:○○）となる。

### 基本チューニング
- それぞれ全10段階になっている。青ゲージ（カッコ内は適応効果）。
- セルシオの場合、チューニング内容がハンドリングチューンにおいて著しく異なるため、追記した。

#### パワーチューニング
STEP1 ブーストコントローラー装着（NA車はタービンキット装着、R2のみエンジン換装となる）【320（『3』以降：360）馬力にUP】
STEP2 マフラー交換（RCT、NSX（NA1、NA2、NC1）の場合は見かけに変化がない）【340（『3』以降：400）馬力にUP】
STEP3 エアクリーナー交換【360（『3』以降：420）馬力にUP】
STEP4 ECU書き換え【380（『3』以降：450）馬力にUP】
STEP5 インタークーラー交換【400（『3』以降：470）馬力にUP】
STEP6 パイピングキット装着【450（『3』以降：500）馬力にUP】
STEP7 タービン交換【500（『3』以降：530）馬力にUP】
STEP8 エキゾーストマニホールド交換【520（『3』以降：550）馬力にUP】
STEP9 Egフルバランス取り【580馬力にUP】
STEP10 ECUリセッティング【600馬力にUP】

#### ハンドリングチューニング
STEP1 ブレーキパッド交換【ハンドリングUP】
STEP2 純正形サスペンションキット装着【ハンドリングUP】
STEP3 ホイール･タイヤ交換（『3』以降では、ハイグリップタイヤ交換）【ハンドリングUP・ホイール交換Template:Efgn2】
STEP4 タワーバー装着【ハンドリングUP】
STEP5 スタビライザー交換【ハンドリングUP】
STEP6 車高調整式サスペンションキット装着（RCT、NSX（NA1、NA2、NC1）の場合は見かけに変化がない）【ハンドリングUP】
STEP7 エアロパーツ装着（『3』以降では、リミテッド・スリップ・デフ(LSD)装着）【ハンドリングUP･エアロパーツ装着Template:Efgn2】
STEP8 ロールケージ装着（RCT、NSX（NA1、NA2、NC1）の場合はボディ補強）【ハンドリングUP】
STEP9 大径ブレーキローター装着【ハンドリングUP】
STEP10 軽量化･スポット溶接増し【ハンドリングUP】

#### ハンドリングチューニング 〜CELSIORの場合〜
※セルシオの場合は、一見走行と関係ないようなチューニングではあるが、“走り”よりも“見た目”重視のセッティングだからである。また、すべてのチューニングは装備が変化する以外は、ハンドリングUPする。また、カッコ内は補足。
また、セルシオの基本チューンは佐々木元（ガッちゃん）が行う。
STEP1 ブレーキパッド交換【ハンドリングUP】
STEP2 クリアテール･ウインカー装着【ハンドリングUP】（テール&ウィンカーをクリアタイプに交換し、後続車を威圧する。"身も心もクリアな人で無いと乗りこなせません"）
STEP3 ホイール･タイヤ交換（『3』以降では、ハイグリップタイヤ交換）【ハンドリングUP･ホイール交換Template:Efgn2】
STEP4 エアサスコントローラー装着【ハンドリングUP】（車高調キットを装着。"車高の低さと気品の高さは反比例するものです"いわゆる“シャコタンベッタリ”）
STEP5 ゴールドエンブレム装着【ハンドリングUP】（TOYOTA CELSIORのエンブレムをゴールドタイプに交換『お前にはゴージャスさが足りねーナ』）
STEP6 ムートン内装&エアホーン装着【ハンドリングUP】（マキシにはクラクション機能はない。『VIPカーはおしゃれなのヨ』）
STEP7 エアロ装着&全塗装（『3』以降では、全塗装のみ）【ハンドリングUP･エアロパーツ装着Template:Efgn2】（『1』のみガッちゃんパープルに変更されるが『2』以降は見かけの配色が変わらない。『空気抵抗も重要ですが、見た目はもっと重要です』）
STEP8 ガラススモークフィルム装着【ハンドリングUP】（窓ガラスが黒くなる。『エアコンの効きを良くします。それ以外の効果は決してありません』）
STEP9 大径ブレーキ装着【ハンドリングUP】
STEP10 ネオン管装着（『3』以降はスピードマッハステッカー）【ハンドリングUP】（床下に青色のネオン管が装着される。『2』までコーナリング時に色が変化する。『いわゆる足元のおしゃれヨ』」『3』以降のスピードマッハステッカーは、『3DX PLUS』まで上部に「SPEEDSHOP MACH」ステッカーが装着され、『4』は、右下に「MACH」ステッカーが貼り付けられる）。

### 追加チューニング
- 全10段階で、オレンジゲージ。パワー重視とハンドリング重視のセッティングが変更可能で対戦状況によって変化させることができる。各車、専門のチューナーが前半の5段階と、残りの5段階は地獄のチューナーである「北見淳」が、セッティングする（ただし、車種によっては、前半5段階と同じチューナーがチューニングを行う）。『3』以降では、全段階専門のチューナーがセッティングする（ステップアップとなるR35 GT-R（仕様問わず）を除く）。なお、スタート前には、対戦状況に応じて、パワーは600馬力から800〜840馬力まで、ハンドリングはDG（デンジャラス）からHG（ハイグリップ）まで変更できる[注 29][注 30]。下参照。

#### MAXIMUM TUNE・MAXIMUM TUNE 2
- 600〜640馬力／HG(ハイグリップ)
- 660〜680馬力／G(グリップ)
- 700〜720馬力／B(バランス)
- 740〜760馬力／D(ドリフト)
- 780〜800・810・815馬力／DG(デンジャラス)

#### MAXIMUM TUNE 3
- 600〜660馬力／HG（ハイグリップ）
- 680〜700馬力／G（グリップ）
- 720〜740馬力／B（バランス）
- 760〜800馬力／D（ドリフト）
- 810〜820馬力／DG（デンジャラス）

#### MAXIMUM TUNE 3DX ･ MAXIMUM TUNE 3DX PLUS
- 600〜660馬力／HG（ハイグリップ）
- 680〜700馬力／G（グリップ）
- 720〜760馬力／B（バランス）
- 780〜800馬力／D（ドリフト）
- 810〜825馬力／DG（デンジャラス）

- MAXIMUM TUNE3からは、以下のチューン名が追加された.
STEP21 フロントパイプ交換
STEP22 オイルクーラー交換
STEP23 マフラー交換
STEP24 ラジエーター交換
STEP25 サクションパイプ交換
STEP26 エキゾーストマニホールド交換
STEP27 インタークーラー交換
STEP28 燃料ポンプ交換
STEP29 ビッグタービン交換
STEP30 ECUリセッティング

#### MAXIMUM TUNE 4･ 5･ 5DX･ 5DX PLUS
- 600〜640馬力／HG(ハイグリップ)
- 660・680馬力／G(グリップ)
- 700〜740馬力／B(バランス)
- 760・780馬力／D(ドリフト)
- 800〜830馬力／DG(デンジャラス)

#### MAXIMUM TUNE 6
- 600〜660馬力／HG(ハイグリップ)
- 680・700馬力／G(グリップ)
- 720〜760馬力／B(バランス)
- 780・800馬力／D(ドリフト)
- 815〜840馬力／DG(デンジャラス)

#### 各車種のチューナー
- 特記の無い場合、後半のチューナーはすべて北見淳。
- 3・3DX・3DX PLUSでは、40話までのチューンは各車種のチューナーが、41話以降のチューン(+4ゲージの部分)は北見（一部車種を除く）が担当する。
- 『4』以降から、「実戦チューニング」となり、チューナーは全て北見淳に統一。
- 『4』からは、R35 GT-Rは仕様に関係なくステップアップゲージ獲得時に大田リカコのメッセージが表示されるようになった。

三菱車
全車種 大田リカコ@RGO
ゲンバラ車
全車種 大田和夫@RGO
マツダ車
FC3S以外 大田和夫@RGO
FC3S “伝説のプライベーター”林
日産車
BNR34、BNR32 後藤元@ACE
BCNR33 黒木隆之@FLAT
Z31 原田の「BIG」チューニング@グリーンオート 後半は、原田の「EXCITING」チューニング@グリーンオート
Z32 山下@山下ファクトリー
S30、Z33、Z34、S15、RPS13、KPGC10 山本和彦@YM SPEED
参考：R35 大田リカコ@RGO
スバル車
全車種 山本和彦@YM SPEED
トヨタ車
セルシオ以外 大田和夫@RGO
セルシオ 佐々木元（ガッちゃん）@スピードショップマッハ 後半は、ガッちゃん｢漢｣のチューニング

### 特別チューニング
- 『2』から追加されたシステム。ストーリモードの80話をクリアすると、無敗状態の場合は800馬力に+2ゲージ追加され最大815馬力になる。負け有りの場合は800馬力に+1が追加され、最大810馬力となる。ただし、負け有りの場合でも80話をクリアし、走行距離が5000kmになると無敗状態と同様に+2ゲージが追加される（Ver.B適用後）。
- 『3』では、有敗・無敗問わずに全車、全80話クリアするまでに、+3ゲージ追加され最大820馬力となり、『3DX』以降では、有敗・無敗問わずに全車、全100話クリアするまでに、+4ゲージ追加され最大825馬力となる。また、『2』のみ2周目クリア以降はエンジンのオーバーホールとなっていたが、特に特別なチューニングは行われない。
- 『4』から『5DX PLUS』では、有敗・無敗問わずに全車、全60話クリアするまでに、+2ゲージ追加され最大830馬力となる。
- 『6』では、有敗・無敗問わずに全車、80話クリアするまでに、+4ゲージ追加され最大840馬力となる。

### ドレスアップチューニング

#### MAXIMUM TUNE
- 全車種、エアロ1種類、ホイール12種類があり、『1』では、ハンドリングチューニングSTEP3でホイールを、YOKOHAMA・ENKEI・WATANABE・RAYSの4メーカーから3種類ずつ、同じくハンドリングチューニングSTEP7でエアロを装着する。ただし、エアロ装着後は取り外しはできないが、ホイールのみカード更新時に変更が可能である。なお、GEMBALLA車はチューニングはできない。

#### MAXIMUM TUNE 2
- 『1』と基本は同じではあるが、カード更新時にエアロをエアロ装着でハンドリングアップか、エアロ無しでハンドリングアップかを選択できるようになった。ただし、アザーカーのカローラ、ハイエースはエアロとホイールは装着不可能。『1』と同じくGEMBALLA車はチューニングできない。

#### MAXIMUM TUNE 3・MAXIMUM TUNE 3DX
- 『2』まで、カード更新時に変更していたエアロ・ホイールパーツが、「分身対戦モード」で対戦し一定のゲージを貯めて、レベルアップすることによってパーツを手に入れることができる。通常車種は、エアロパーツセット3種類、ボンネット3種類、ウィング3種類、ホイール26種類、エアロミラー1種類、ステッカー7種類、ネオン管3種類が、GEMBALLA車のみ、エアロパーツセット1種類、ホイール7種類、ステッカー1種類、ガルウィング1種類が取得できる。
- 全車種Lv.1〜Lv.46まで、1ゲージ満タンになることによって、1レベルずつアップする。Lv.47以降は、1レベルずつアップすることにより、1箇所だけパーツ交換が可能である。
- ただし、部位毎の最後に手に入るパーツを入手した時は慎重に選ばないとLv.46コンプリートするまで変えられない（主に、エアロパーツセットC、カーボンボンネット(ダクト付)、車種別ウィングが該当する）。また、エアロパーツセットについては、異なるエアロパーツセット同士を組み合わせることはできない。
- 『2』までのエアロ・ホイール交換の代わりに、カード更新の10回目までオリジナル塗装のオールペンが追加されるようになった（3DXプラスから登場のR35 GT-R及びR35 GT-R SpecVを除く）。1回更新するごとに、1色ずつ追加され、更新時毎に変更できる。ただし、新規製作時のカラーは最初に選択した色以外は、選択できない。

#### MAXIMUM TUNE 3DX PLUS
- 新たなホイール、ステッカー、ネオン管の追加によって、通常車種は、エアロパーツセット3種類、ボンネット3種類、ウィング3種類、ホイール32種類、エアロミラー1種類、ステッカー9種類、ネオン管12種類に、GEMBALLA車は、エアロパーツセット1種類、ホイール10種類、ステッカー1種類となり、ドレスアップコンプリートはLv.63になった。
- R35 GT-R及びR35 GT-R SpecVは装備できない。

#### MAXIMUM TUNE 4
- 新たなエアロパーツセット、ホイール、ステッカー、ボンネット、トランクの追加によって、エアロパーツセット5種類、ボンネット4種類、ウィング3種類、ホイール38種類、エアロミラー1種類、ステッカー19種類、ネオン管12種類、トランク1種類となり、ドレスアップコンプリートはLv.83になった。
- アップデート☆4では、エアロパーツセット6種類、ボンネット5種類、ウィング6種類、ホイール43種類、エアロミラー2種類、ステッカー30+5(全国制覇ステッカー)種類、ネオン管12種類、トランク1種類となり、ドレスアップコンプリートはLv.105になった。
- RUF車は他車とパーツがほぼ共有化された。ただし、権利上の理由から一部のステッカーが差し替えられている。
- 湾岸ターミナルの設置に伴い、ドレスアップの自由度が大幅に増した。さらに、ドレスアップコンプリート後はゲージが溜まる度にカスタムボディカラーの変更が可能になった。
- HIACEは、通常仕様かハイリフト仕様かでエアロパーツセットDの仕様が大きく異なる。
- R35 GT-R及びR35 GT-R SpecVは装備できない。
- 都道府県チャレンジで獲得できるナンバープレートフレームは全15種類。
- 全国1位争奪戦で獲得できるネームプレートは12種類(各大会毎にそれぞれミニゲーム基本4種類+参加賞1種類+上位100位入賞1種類)。
- ドレスアップパーツとは違い、NISSAN GT-R(R35)でもネームプレートの変更は可能(SpecV仕様も同様)。

#### MAXIMUM TUNE 5
- 本作からはマキシショップとマキシGが追加され、ドレスアップゲージやドレスアップレベルが廃止され、代わりにマキシショップで使用できるマキシGが入手できる。
- マキシショップは湾岸ターミナルで操作を行い、そこで今までに獲得したマキシGを使ってパーツを購入することができる。
- 累計マキシGが一定数に達すると新たなパーツが入荷される。
  - なお、アップデートでマキシショップがリニューアルされ、一定のマキシGを取得するとショップグレードが上がる仕様になり、グレードの扱いも1カード共有から1台ごとに変更された。なお、一部のパーツはショップグレードが上昇した際に無料で入手ができる。
- R35 GT-Rは仕様に関係なく装備できないうえ、マキシショップの利用もできない（ネームプレートは仕様にかかわらず変更可能）。
  - また、海外版の一部車種もドレスアップパーツの装備はできない。
- 新ホイールメーカーに、O・Z RACINGが追加された。

#### MAXIMUM TUNE 5 DX
- 前作とほぼ変わらないがR35 GT-R（仕様に関係なく）、ND5RCロードスター、RUF RCTには装備できないうえ、マキシショップの利用もできない（ネームプレートは変更可能、カラーもR35を除き変更可能）。
- また、M6と2002ターボはカーボンボンネット、カーボントランクの装備ができない。

#### MAXIMUM TUNE 5 DX PLUS
- 前作までの内容に加えて、NSX（NC1・NA1・NA2ともに）、ミウラ、S13シルビア、ディアブロ、MINI、S2000にはドレスアップパーツを装備できないとともに、マキシショップも利用できない。カラー（NSX〈NC1・NA1・NA2ともに〉、MINI、S2000を除く）とネームプレートは変更可能。
- また、アヴェンタドールとカウンタックも一部ドレスアップパーツの装備ができない。

#### MAXIMUM TUNE 6
- 本作からはマキシショップとマキシGが廃止され、ドレスアップゲージやドレスアップレベルが復活した。
- ドレスアップパーツがリニューアルされ、エアロパーツセット3種類が刷新。その代わりに5DX PLUSまでで獲得したドレスアップパーツがリセットされた。
- 前作までの内容に加えてS130、ND5RCロードスターRFにはドレスアップパーツを装備できない。
- 新ホイールメーカーに、2022年のF1世界選手権などのモータースポーツ界でホイールを供給しているBBSが追加された。

## レベルと称号システム
- 全作品の共通事項として、カード新規製作時または前作からの引き継ぎ時はすべて、「湾岸の新人」が与えられる。称号はプレイ終了後に一定の条件を満すことにより出現する。例えば、ストーリーモード全話を無敗でクリアすると「首都高無敗」[注 32]など（『1』を除く）。また、称号は書き換え方式となっており、称号を獲得すると、プレイ終了後に従来つけていた称号のままか、新たに登場した称号に書き換えるかを任意で選択できる。ただし、複数の称号を一枚のカードにストックできないため、一度書き換えてしまうと二度と復元できない。元に戻すためには、再度同条件を満たす必要がある。ただし、称号の中には、二度と取得できない称号なども存在する（『5』から『5DX PLUS』まで連動していたサービス「湾岸マキシ.NET」のプレミアムサービス（月300円＋税）に加入すると称号を保存することができ、いつでも付け替えることができた。『6』から開始した連動アプリ「湾岸ナビゲーター」を登録したカードだと称号を保存することができ、いつでも付け替えることができる。）。
- レベルに関しては、『1』を除きストーリーモードや、10人抜きモードなどをクリアしていくことにより、一定の条件でレベルアップしていく。なお、全作品ともレベル降格はしない。
- 日付称号は、車を選択した後のステータス画面で「視点切り替えボタン」を押して、最初を除いて(1/8)のページが何回出てきたかで決まる（5回より多くやっても5回目のものが出てくる）。その日中なら何度でも手に入るが、その称号をすでに付けているときは出てこない。

### MAXIMUM TUNE
- MAXIMUM TUNEの一周目は、初級クリアで「C級」、中級クリアで「B級」、上級クリアで「A級」、一周クリアで「超A級」が与えられ、二周目は初級と中級をクリアした時点で「S級」に、二周クリアした時点で車種と車の色に応じた称号が与えられる(例:車種がNISSAN Fairlady Z(S30)、色がミッドナイトブルーの場合は、「群青の貴婦人」)。
- 二周クリアした後、TAにより「C1のxx」、「湾岸のxx」、「首都高のxx」(xxは車種称号)という前半の称号、乱入対戦により「xxの達人」「xxの武闘派」(xxは車の色称号)などの後半の称号が手に入る。ただし、TAの場合、一度「C1の」を手に入れ、その後「湾岸の」を手に入れると再びC1で条件を満たしても「C1の」には戻らない。
- レベルは、上記の称号として扱われるため、ストーリー二周目以降は出現しない。

### MAXIMUM TUNE 2
- 『1』に比べて格段に称号の数が取得できるようになった（公式サイトによると2000個以上）。ストーリーモード二周目以降にも、CPUに勝利した場合の勝ち称号と負けた場合の負け称号の他、日付称号という日替わり称号なども登場するようになった。日付称号は、カード投入後のステータス画面で視点変更ボタンを押して、ステータス画面を2周以上（1周で7面なので、最低15回）回し、プレイ後に登場する。また、タイムアタックで特定の地点でリタイアすると称号が得られる。
- 新規でカード作成の場合、N級となる（前作から引き継ぎ、廃車カードからスタートの場合はC4級）。C7〜C1、B7〜B1、A7〜A1、S7〜S1、S、SSと上がっていき、最高ランクはSSS級となる。

### MAXIMUM TUNE 3･3DX･3DX PLUS
- 『2』に引き続き、様々な称号が獲得でき、さらに称号が増加した。しかし、『2』に出現していた称号が、『3』では出現しなくなった称号もあるものの『3DX』では、再び復活した称号もある（ただし3DX以降では色別・一部を除く車種別称号が出現しなくなった）。ストーリー二周目に加え、三周目にも出現するようになったほか、「日付称号」では、『3』よりステータス画面が1周9面になり、二周（最低19回）では『2』と同じ日付称号、三周（最低28回）では『3』の日付称号その1、四周（最低37回）では『3』の日付称号その2が獲得できる。また、日付称号はコンティニューする限り出現するようになったが、『3DX』より初回のみの出現になった。また、『2』まで出現するのが一度きりだった一部の称号が、一度書き換えても再び同じ条件を満たすと登場するようになった。
- ランクは、各7段階だったのが、各レベル（C級からSS級まで）各9段階に増えた。新規作成時は、全車N級（廃車カードは、C7級）からスタートとなる。N級C9〜C1、B9〜B1、A9〜A1、S9〜S1、SS9〜SS1と上がっていき、SSS級が最高ランクとなる。
- しかし、『2』ではストーリーモードを1周したら簡単に1レベルアップしていたが、『3』以降では、ストーリーモード10周目以降はストーリーを5周すれば1ランクアップするようになるなど、ゲーム面でもレベルアップしている。

### MAXIMUM TUNE 4
- 各レベルごとに異なる背景の色が追加され、「N級」はグレー色、「C級」は水色、「B級」は緑色、「A級」は黄色、「S級」はオレンジ色、「SS級」は赤色、最高ランクの「SSS級」は紫色となる。
- 日付称号が5種類に増加し、リタイア称号が増加。
- 10文字以上の称号が初登場[注 33]。

### MAXIMUM TUNE 5･5DX･5DX PLUS
- シリーズ作史上初のランク上限がアップし、「SSS級」が「SSS9級〜SSS1級」に細分化され、新たに「SSSS級」が追加された。「SSSS級」の背景は金色。4からの引き継ぎ時に条件を達成している場合その達成状況によりランクが上記のいずれかに割り振られる。
- 日付称号が6種類に増加。
- 今作から2018年8月31日までサービス提供された「湾岸マキシ.Net」のプレミアムサービスに登録すれば今まで獲得した称号もストック出来たりお気に入りの称号を保存することができた。

### MAXIMUM TUNE 6･6R
- マキシ5以来のランク上限がさらにアップし、「SSSS級」が「SSSS9級〜SSSS1級」に細分化され、新たに「SSSSS級」が追加された。「SSSSS級」の背景は虹色。ランクアップするためのランク基準変更に伴い、5DX PLUSで「SSSS級」のプレイヤーは引き継ぎ時一律で「SSSS9級」からスタートする。なお「SSS1級」以下のプレイヤーは引き継ぎ時もそのままのランクでスタートする。
- 2018年10月24日にアップデートされた連動アプリ「湾岸ナビゲーター」では「湾岸マキシ.Net」以来、今まで獲得した称号もストック出来たりお気に入りの称号を保存できる機能が復活した。

### MAXIMUM TUNE 6RR
- マキシ6R（海外版では6）以来のランク上限がさらにアップし、「SSSSS級」が「SSSSS9級〜SSSSS1級」に細分化され、新たに「SSSSSS級」が追加された。「SSSSSS級」の背景はレッドカーペットのような赤地に文字が金の箔押しが付く最上位ランクに相応しいデザインとなり、背景の色が似ていることから、通称芋S と呼ばれる。6R（海外版では6）で「SSSSS級」のプレイヤーは引き継ぎ時一律で「SSSSS9級」からスタートする。なお「SSSS1級」以下のプレイヤーは引き継ぎ時もそのままのランクでスタートする。
- マキシ6Rは日本国内のみでの稼働となっていたため、海外版の湾岸マキシシリーズにおいては2作連続でのランク上限アップとなった。

## インターネットランキング
公式サイト「湾岸マキシ.NET」内にて、インターネットランキングを実施している。これは、タイムアタックの成績を全国のプレイヤー達と競うものである。参加は、5の場合、ICカードを使用してのプレイであればベストタイムを出せば自動的にエントリーされ、ランクインすればランキングに残る。3以前だとチューニングカードを所持していれば誰でも可能で、カードに記載されているパスワードを入力フォームに入力すればよい。これで最初の1ページ（全国50位以内）に載ることは大変な栄誉であり、走行距離においては、1000位以内に入れば立派な上級プレイヤーであると言える。
しかし、1つのカードに対して記録が更新されずにランキングが重複して登録されたり、通常のプレイでは達し得ない走行距離でランクインされるなど、システムのミスが多く見受けられる上、一部の人間がコピーカード(通称：コピカ。詳細は後述)を、ネットオークションなどで売りさばいていたため、同じカードネーム＆同車種の登録が上位に多く、登録順位をどこまで信用すればいいのかというユーザー間の不安が持たれていた。
さらには、上記の事態も含め、コメント欄を悪用した他プレイヤーへの誹謗中傷行為が後を絶たず、このような事態を受けバンダイナムコゲームスでは、2009年9月16日より走行距離の登録・閲覧を廃止。及び、タイムアタックのコメント欄を廃止とした。
『3DX PLUS』においても、ゲームの終了時に走行距離パスワードやタイムアタックのパスワードが出るが、インターネットランキングのページは存在していない。
『4』以降はICカードへの移行により、データをネットワークを通じ、専用サーバーで管理しているため、自動的にエントリーされる。

### コピーカード
本来は、エラー用のバックアップとして用意されていたが、これを利用して不正に複製したもの。なお『3』以降では、エラー発生時のみに複製できるようになっているため、現在出回っているものの大半は、『2』の時に作成されていたり、『3』では、走行距離加算時にデータを書き込みされるため、ゲームプレイ中に、強制的にカードを差し替えて作成された可能性が高い。そのため、『3DX』では、カード状態を常に監視し、抜き差したりして不正行為が行われた場合は書き込まない仕組みになっている。さらに『3DX PLUS』ではコピーカードとされるカードネームの使用を禁止にした。『4』ではバナパスポートカードに変更されたため、コピーカードの複製は完全に不可能となった上、2013年10月24日をもって3DX PLUSからのデータの引き継ぎも終了した。

## BGM
BGMは古代祐三によって作曲されており、初代から『4』までの曲調はEDMをベースとしたトランスのみとなっていたが、『5』以降はトランス以外にも様々なEDMジャンル曲が登場するようになり、5の新曲は、Perfumeやきゃりーぱみゅぱみゅ等のアーティストが現在使用されているテクノポップやハウス・ミュージック、5DXの新曲、The Race is Onはドラムンベースのテイストといった異色曲でも有名で、5DX PLUSの新曲ではジャズ・フュージョン、6の新曲は2018年に大ヒットしたDA PUMPのU.S.A.と同じユーロビートのテイストも盛り込まれており、現在の6では多くのEDMジャンルを盛り込まれている。『1』で使用されたBGMは、『2』でリミックスされた。『2』のBGMでは初のボーカル入りBGMが収録され、歌詞は原作に出てきた台詞の英訳などである。10人抜きモードのBGMは、ストーリーモード、タイムアタックモード、乱入対戦モードでは使用できない。曲名をそれぞれ意訳すると、それぞれのキャラクターのテーマに合った意味になる。
また、『Nothing Lives Forever』は、サントラではNothing Can Live Foreverとなっているが、意味合いは特に変わらない。
データ容量の関係で『2』では、『1』に比べてBGMの音質が下げられていた（ソフト自体がGD-ROM1枚で供給されていたために、容量が足りなくなった）。
『3』および『3DX』および『3DX PLUS』では「湾岸ミッドナイト MAXIMUM TUNE 3」および「3 & 3DX」および「3, 3DX & 3DX PLUS」のBGMが新たに追加されている。また、特定条件（現在では、ストーリーモード全80話, 代わりに3DX/3DX PLUSは全100話)を全てクリアするという条件が確認されている。また、『2』で80話をクリアしたカードを引き継ぐということでも可である）を満たすことで1や2の曲を選択できるようになる（1に収録されて2で削除された曲も選択可能）。さらに、別の条件（現在では、『2』で無敗でストーリーモード80話をクリアしたカードを引き継ぐか、『3』で無敗で80話をクリアするという条件が確認されている）を満たすと「湾岸ミッドナイト」「湾岸ミッドナイトR」に収録された曲を選択することも可能になる。曲の数が膨大になるため、最初のカードデータ閲覧画面で「3, 3DX & 3DX PLUSの曲」「1と2の曲」「無印／Rの曲」のどれかを選び、BGM選曲場面ではそれらの中で選曲を行う。
『4』および『5』および『5DX』では「湾岸ミッドナイト MAXIMUM TUNE 4」および「4 & 5」および「4, 5 & 5DX」のBGMに加え、ストーリーのクリア周回数によって「湾岸ミッドナイトMAXIMUM TUNE 3, 3DX & 3DX PLUS」、「10人抜き」、「湾岸ミッドナイト MAXIMUM TUNE 1 & 2」と「湾岸ミッドナイトR」を獲得することができる。また、3DX PLUSから引き継いだ場合、3DX PLUSでの進行に応じて「湾岸ミッドナイトR」「湾岸ミッドナイト MAXIMUM TUNE 1 & 2」も選択できる。なお、「10人抜き」BGM音源が登場したことで、これまで不可能であった「10人抜きモード」以外での「10人抜き」BGMの使用ができるようになった（ただし「10人抜きモード」は『4』以降では未収録）。
『5DX PLUS』では新規に曲が追加されたが「5, 5DX & 5DX PLUS」に再編され、代わりに「湾岸ミッドナイト MAXIMUM TUNE 4」の曲が新たにストーリーモードの1周目クリア特典になった。
『6』ではエントリーとモードセレクトBGM6曲とレースBGM19曲合わせて25曲も新規に曲が追加され、代わりに「湾岸ミッドナイト MAXIMUM TUNE 5, 5DX & 5DX PLUS」の曲が新たにストーリーモードの1周目クリア特典となった。また『6R』ではシリーズ作として初めて新曲の追加がない作品となった。5DX PLUSでの進行に応じて「湾岸ミッドナイトR」「湾岸ミッドナイト MAXIMUM TUNE 1 & 2」、「湾岸ミッドナイトMAXIMUM TUNE 3, 3DX & 3DX PLUS」、「10人抜き」、「湾岸ミッドナイト MAXIMUM TUNE 4」も選択できる。

### 湾岸ミッドナイト MAXIMUM TUNEの曲順
ストーリー・タイムアタック・対戦モード用BGM
1. Maximum Acceleration
2. Stream of Tears (More Tranced Remix)
3. Feel the Passion
4. Beyond the Horizon
5. Fun-Loving Spirit
6. Speed Fanatic
7. Total Terror
8. Driver's Delight
9. Decoration for the Dement
10. Atheist on the Highway
11. Stream of Tears
12. Acid Runner [注 35]
13. Destination Blackout
14. Blue Blazes [注 36]

NO BGM
RANDOM
エンディング
Until The Excitement Cools Down 

### 湾岸ミッドナイト MAXIMUM TUNE 2の曲順
ストーリー・タイムアタック・対戦モード用BGM
1. Holy Land Anthem（サントラ購入特典チューニングカードのみ選択可能）
2. Overdrive Neurotransmitters
3. Maximum Acceleration
4. Feel the Passion
5. Upbeat Gas Junkie
6. Fun-Loving Spirit
7. Driver's Delight
8. Decoration for the Dement
9. Ghost in the Resonance
10. Stream of Tears
11. Total Terror
12. Smoldery Guest
13. Atheist on the Highway
14. This is My Destiny
作詞 - 古代祐三 / 歌 - Paula Terry
15. Unlawful Temptation
16. Nothing Lives Forever
作詞 - 古代祐三 / 歌 - Paula Terry
17. Destination Blackout
18. Blue Blazes
19. Another Dimension

NO BGM
RANDOM
10人抜きモード用BGM
1. Nip & Tuck Race
2. Highway Obsession
3. Adrenaline Blowouts the Fear

エンディング
Last Utopia

### 湾岸ミッドナイト MAXIMUM TUNE 3の曲順
ストーリー・タイムアタック・分身対戦・対戦モード用BGM

#### 湾岸ミッドナイト MAXIMUM TUNE 3
1. Inexhaustible Energy
2. In Your Dream
3. Get Down to the Drive
4. Top-Flight Mechanics
5. Wanna Try One Last Time
6. Get You Cornered
7. Love to Rise in the Summer Morning
8. Evil Association
9. Supreme Folly
10. Control Your Body
11. Shrewd Critic
12. Cause You're Different
作詞 - 古代祐三 / 歌 - Paula Terry
13. Feel the Moment
作詞 - 古代祐三 / 歌 - Paula Terry
14. Black Pressure
15. Phantom of Blue

NO BGM
RANDOM

#### 湾岸ミッドナイト MAXIMUM TUNE 1 & 2
1. Overdrive Neurotransmitters
2. Maximum Acceleration
3. Stream of Tears (More Tranced Remix)
4. Feel the Passion
5. Beyond the Horizon
6. Upbeat Gas Junkie
7. Fun-Loving Spirit
8. Speed Fanatic
9. Driver's Delight
10. Decoration for the Dement
11. Ghost in the Resonance
12. Stream of Tears
13. Total Terror
14. Smoldery Guest
15. Atheist on the Highway
16. This is My Destiny
作詞 - 古代祐三 / 歌 - Paula Terry
17. Unlawful Temptation
18. Acid Runner
19. Nothing Lives Forever
作詞 - 古代祐三 / 歌 - Paula Terry
20. Destination Blackout
21. Blue Blazes
22. Another Dimension
23. Holy Land Anthem

NO BGM
RANDOM

#### 湾岸ミッドナイト R
1. Rival's Theme 1
2. Rival's Theme 2
3. Hiramoto's Theme
4. Masaki's Theme
5. Kei's Theme
6. R200CLUB's Theme
7. Kuroki's Theme
8. Eiji's Theme
9. Kijima's Theme
10. Reina's Theme
11. BlackBird's Theme
12. Akio's Theme

NO BGM
RANDOM
10人抜きモード用BGM (マキシ3から3DX PLUSまで)
1. Just Flat Out (レベル 1/6)
2. Midnight Sanctuary (レベル 2/7)
3. Nip & Tuck Race (レベル 3/8)
4. Highway Obsession (レベル 4/9)
5. Adrenaline Blowouts the Fear (レベル5/10)

エンディング
Shine (マキシ3から3DX PLUSまで)

### 湾岸ミッドナイト MAXIMUM TUNE 3DXの曲順
ストーリー・タイムアタック・分身対戦・対戦モード用BGM

#### 湾岸ミッドナイト MAXIMUM TUNE 3 & 3DX
1. Enjoy the Process
作詞 - 日比野則彦、Robin Lai / 歌 - Andrew Choi
2. Inexhaustible Energy
3. In Your Dream
4. Get Down to the Drive
5. Top-Flight Mechanics
6. Wanna Try One Last Time
7. Get you Cornered
8. Love to Rise in the Summer Morning
9. Evil Association
10. Supreme Folly
11. Control Your Body
12. Shrewd Critic
13. Cause You're Different
作詞 - 古代祐三 / 歌 - Paula Terry
14. Feel the Moment
作詞 - 古代祐三 / 歌 - Paula Terry
15. Black Pressure
16. Phantom of Blue

NO BGM
RANDOM
エンディング
Shine
- 湾岸ミッドナイト MAXIMUM TUNE 1 & 2･湾岸MIDNIGHT R･10人抜き･エンディングは変更なし。

### 湾岸ミッドナイト MAXIMUM TUNE 3DX PLUSの曲順
ストーリー・タイムアタック・分身対戦・対戦モード用BGM

#### 湾岸ミッドナイト MAXIMUM TUNE 3, 3DX & 3DX PLUS
1. Stay Where You are
2. Loop of Fortune
3. Acid Runner Remix 2010
マキシ1 & 2 18曲のリミックス
4. Feel the Passion Remix 2010
マキシ1 & 2 4曲のリミックス
5. Enjoy the Process
作詞 - 日比野則彦、Robin Lai / 歌 - Andrew Choi
6. Inexhaustible Energy
7. In Your Dream
8. Get Down to the Drive
9. Top-Flight Mechanics
10. Wanna Try One Last Time
11. Get you Cornered
12. Love to Rise in the Summer Morning
13. Evil Association
14. Supreme Folly
15. Control Your Body
16. Shrewd Critic
17. Cause You're Different
作詞 - 古代祐三 / 歌 - Paula Terry
18. Feel the Moment
作詞 - 古代祐三 / 歌 - Paula Terry
19. Black Pressure
20. Phantom of Blue

NO BGM
RANDOM
エンディング
Shine
- 湾岸ミッドナイト MAXIMUM TUNE 1 & 2・湾岸ミッドナイト R・10人抜き・エンディングは前作と同じく変更なし。

### 湾岸ミッドナイト MAXIMUM TUNE 4の曲順
ストーリー・タイムアタック・全国分身対戦・店内乱入対戦モード用BGM

#### 湾岸ミッドナイト MAXIMUM TUNE 4
1. The Final Count Down
2. Driving Energy
3. Pleasures of Speed
4. Nostalgia
5. No Turning Back
6. Drifting into You
作詞 - 日比野則彦、Aubrey Ashburn / 歌 - Aubrey Ashburn
7. Glory Days
サックス：日比野則彦
8. Never Throw Away
9. Highway Discipline
10. Feel a Thrill
11. Dark Side Style
12. Control Your Music
13. Re-Birth
作詞 - 日比野則彦、Aubrey Ashburn / 歌 - Aubrey Ashburn
14. Madly Driving
15. Live With You
16. Black Zone
17. Taillight
作詞 - 日比野則彦、Emi Evans / 歌 - Emi Evans

NO BGM
RANDOM
その他 (エントリーのBGMを除きマキシ4から5DX PLUSまで）
Entry Maxi4（エントリー）
Get Your Engine Going（ストーリーモード）
Who's Your Rival?（全国分身対戦）
Time Trial Maxi4（タイムアタック）
There is No Way Out（店内乱入対戦）

オープニング
Midnight City
エンディング
Peace and Comfort（マキシ4から5DX PLUSまで）

#### 10人抜き
1. Nip and Tuck Race
2. Highway Obsession
3. Adrenaline Blowouts the Fear
4. Just Flat Out
5. Midnight Sanctuary

- 湾岸ミッドナイト MAXIMUM TUNE 3, 3DX & 3DX PLUS・同1 & 2・同Rは前作と同じく変更なし。

### 湾岸ミッドナイト MAXIMUM TUNE 5の曲順
ストーリー・タイムアタック・全国分身対戦・店内乱入対戦モード用BGM
- 前作における『湾岸ミッドナイト MAXIMUM TUNE 4』のBGMは5で追加された新曲と統合され『4 & 5』になった。

#### 湾岸ミッドナイト MAXIMUM TUNE 4 & 5
1. Avatar of Speed
マキシ5から5DX PLUSまで使われたオープニング映像のBGMとしても使用。オープニング映像版は音源が本来とは異なる。
2. Daystar
3. Inorganic Soul
4. Tonight
作詞 - 日比野則彦 / 歌 - Bryce Ryness
5. Dispatcher
6. Fallen Angel
作詞 - 日比野則彦 / 歌 - Aspen Vincent
7. Lightning Dance
2016年6月16日に発売された、ニンテンドー3DSソフト『太鼓の達人 ドコドン!ミステリーアドベンチャー』に収録されている。
8. Give Up or Keep Trying Maxi5
Mode Select Maxi3DX Versionのリミックス
9. The Final Count Down
10. Driving Energy
11. Pleasures of Speed
12. Nostalgia
13. No Turning Back
14. Drifting into You
作詞 - 日比野則彦、Aubrey Ashburn / 歌 - Aubrey Ashburn
15. Glory Days
サックス：日比野則彦
16. Never Throw Away
17. Highway Discipline
18. Feel a Thrill
19. Dark Side Style
20. Control Your Music
21. Re-Birth
作詞 - 日比野則彦、Aubrey Ashburn / 歌 - Aubrey Ashburn
22. Madly Driving
23. Live With You
24. Black Zone
25. Taillight
作詞 - 日比野則彦、Emi Evans / 歌 - Emi Evans

### 湾岸ミッドナイト MAXIMUM TUNE 5の曲順 (海外版)
ストーリー・タイムアタック・全国分身対戦・店内乱入対戦モード用BGM
- レースBGMはマキシ4と同じだったが、マキシ5のBGMが追加された

#### 湾岸ミッドナイト MAXIMUM TUNE 4 & 5
1. The Final Count Down
2. Driving Energy
3. Pleasures of Speed
4. Nostalgia
5. No Turning Back
6. Drifting into You
作詞 - 日比野則彦、Aubrey Ashburn / 歌 - Aubrey Ashburn
7. Glory Days
サックス：日比野則彦
8. Never Throw Away
9. Highway Discipline
10. Feel a Thrill
11. Dark Side Style
12. Control Your Music
13. Re-Birth
作詞 - 日比野則彦、Aubrey Ashburn / 歌 - Aubrey Ashburn
14. Madly Driving
15. Live With You
16. Black Zone
17. Taillight
作詞 - 日比野則彦、Emi Evans / 歌 - Emi Evans
18. Avatar of Speed
19. Daystar
20. Inorganic Soul
21. Tonight
作詞 - 日比野則彦 / 歌 - Bryce Ryness
22. Dispatcher
23. Fallen Angel
作詞 - 日比野則彦 / 歌 - Aspen Vincent
24. Lightning Dance
25. Give Up or Keep Trying Maxi5

NO BGM
RANDOM
その他
Entry Maxi5（日本国内版マキシ5のエントリー）
Entry Maxi4（海外版マキシ5のエントリー）
Get Your Engine Going（ストーリーモード）
Who's Your Rival?（全国分身対戦）
Time Trial Maxi4（タイムアタック）
There is No Way Out（店内乱入対戦）
Mode Select Maxi5（店内エクストリーム乱入対戦）
エンディング
Peace and Comfort

### 湾岸ミッドナイト MAXIMUM TUNE 5DXの曲順
ストーリー・タイムアタック・全国分身対戦・店内乱入対戦モード用BGM

#### 湾岸ミッドナイト MAXIMUM TUNE 4, 5 & 5DX
1. Fascination
2. Let it Shine
作詞 - 日比野則彦 / 歌 - Jasmine Kok
3. The Race is On
作詞 - 日比野則彦 / 歌 - Jeff Washburn
曲調がドラムンベースと言った異色作。また読売ジャイアンツの戸根千明選手の2017年度のテーマ曲として使用された。
4. Risky Guy
5. Avatar of Speed
6. Daystar
7. Inorganic Soul
8. Tonight
作詞 - 日比野則彦 / 歌 - Bryce Ryness
9. Dispatcher
10. Fallen Angel
作詞 - 日比野則彦 / 歌 - Aspen Vincent
11. Lightning Dance
12. Give Up or Keep Trying Maxi5
13. The Final Count Down
14. Driving Energy
15. Pleasures of Speed
16. Nostalgia
17. No Turning Back
18. Drifting into You
作詞 - 日比野則彦、Aubrey Ashburn / 歌 - Aubrey Ashburn
19. Glory Days
サックス：日比野則彦
20. Never Throw Away
21. Highway Discipline
22. Feel a Thrill
23. Dark Side Style
24. Control Your Music
25. Re-Birth
作詞 - 日比野則彦、Aubrey Ashburn / 歌 - Aubrey Ashburn
26. Madly Driving
27. Live With You
28. Black Zone
29. Taillight
作詞 - 日比野則彦、Emi Evans / 歌 - Emi Evans

NO BGM
RANDOM
その他
Entry Maxi5DX（エントリー）
Get Your Engine Going（ストーリーモード）
Who's Your Rival?（全国分身対戦）
Time Trial Maxi4（タイムアタック）
There is No Way Out（店内乱入対戦）
エンディング
Peace and Comfort
- コイン投入時の効果音とEXTREME乱入対戦以外のメニューBGMはすべて4と同じものが使用されている。

- 湾岸ミッドナイト MAXIMUM TUNE 3, 3DX & 3DX PLUS・同1 & 2・同R・10人抜きは前作から変更なし。

### 湾岸ミッドナイト MAXIMUM TUNE 5DX PLUSの曲順
ストーリー・タイムアタック・全国分身対戦・店内乱入対戦モード用BGM

#### 湾岸ミッドナイト MAXIMUM TUNE 5, 5DX & 5DX PLUS
1. Drive Me Crazy
作詞 - SAK. / 歌 - SAK.
2. Still Alive
作詞 - 日比野則彦 / 歌 - Aspen Vincent
3. I Will Follow You
作詞 - SAK. / 歌 - SAK.
4. High-speed Monster
5. Fascination
6. Let it Shine
作詞 - 日比野則彦 / 歌 - Jasmine Kok
7. The Race is On
作詞 - 日比野則彦 / 歌 - Jeff Washburn
8. Risky Guy
9. Avatar of Speed
10. Daystar
11. Inorganic Soul
12. Tonight
作詞 - 日比野則彦 / 歌 - Bryce Ryness
13. Dispatcher
14. Fallen Angel
作詞 - 日比野則彦 / 歌 - Aspen Vincent
15. Lightning Dance
16. Give Up or Keep Trying Maxi5

NO BGM
RANDOM
その他
Entry Maxi5DX PLUS（エントリー）
Get Your Engine Going（ストーリーモード）
Who's Your Rival?（全国分身対戦）
Time Trial Maxi4（タイムアタック）
There is No Way Out（店内乱入対戦）
エンディング
Peace and Comfort
- 湾岸マキシ 5DX PLUSでは新たに湾岸ミッドナイト MAXIMUM TUNE 4のBGMが1周目のストーリークリア特典となった。湾岸ミッドナイト MAXIMUM TUNE 3, 3DX & 3DX PLUS・同1 & 2・同R・10人抜きは前作から変更なし。

### 湾岸ミッドナイト MAXIMUM TUNE 6の曲順
ストーリー・タイムアタック・全国分身対戦・店内乱入対戦モード用BGM

#### 湾岸ミッドナイト MAXIMUM TUNE 6・6R
1. Burning Away
歌 - Jeff Washburn
本作のオープニング映像のBGM及び公式の5DX PLUSにおける総獲得マキシGに応じて獲得できる車の走行映像のBGMとしても使用。
2. New Generation
3. Move On
4. Maximum Synergy
5. Driving Instinct
6. Black Phoenix
7. I'm Here for You
歌 - Taylor Pearlstein
8. Love And Gold
歌 - Jeff Washburn
9. Endless Run
10. The Time Is Over
歌 - Jeff Washburn & Taylor Pearlstein
11. Silver And Gold
歌 - SAK.
12. Sunriser
13. Groove Of Group
14. Break It Down
15. Beatific Smile
16. Sky Beauty
17. Love My Own Life
歌 - SAK.
18. Glare
19. Don't Stop
20. Wangan-Maxi Net Remix Vol.1
元々は「湾岸マキシ.Net」のプレミアムサービス会員限定で使用できる曲だったが、今作ではボーナストラックの一つとして最初から使用できる。
21. Wangan-Maxi Net Remix Vol.2
上記のVol.1と同じくボーナストラックの一つとして最初から使用できる。

NO BGM
RANDOM
その他
Reborn（エントリー)
歌 - Jeff Washburn
The Story Starts Here（ストーリーモード)
Avatar's Alert（全国分身対戦）
Attack And Chance（タイムアタック）
Inside The Hell（店内乱入対戦）
エンディング
Ending Maxi6
- 湾岸マキシ6では新たに5DX PLUSのBGMが1周目、4のBGMが2周目のストーリークリア特典となった。4・同3, 3DX & 3DX PLUS・同1 & 2・同R・10人抜きは前作から変更なし。また、今作からモード選択時のBGMが変更された。なお、湾岸ターミナルのBGMとレースリザルトBGMは湾岸マキシ4から引き続き使用されている。

### 湾岸ミッドナイト MAXIMUM TUNE 6RRの曲順
ストーリー・タイムアタック・全国分身対戦・店内乱入対戦モード用BGM

#### 湾岸ミッドナイト MAXIMUM TUNE 6, 6R & 6RR
1. Midnight Wave
2. Coming to You
歌 - Jeff Washburn
3. Happy Moment
4. Starry Night (Future Ver.)
歌 - SAK.
5. Burning Away
歌 - Jeff Washburn
6. New Generation
7. Move On
8. Maximum Synergy
9. Driving Instinct
10. Black Phoenix
11. I'm Here for You
歌 - Taylor Pearlstein
12. Love And Gold
歌 - Jeff Washburn
13. Endless Run
14. The Time Is Over
歌 - Jeff Washburn & Taylor Pearlstein
15. Silver And Gold
歌 - SAK.
16. Sunriser
17. Groove Of Group
18. Break It Down
19. Beatific Smile
20. Sky Beauty
21. Love My Own Life
歌 - SAK.
22. Glare
23. Don't Stop
24. Wangan-Maxi Net Remix Vol.1
25. Wangan-Maxi Net Remix Vol.2

NO BGM
RANDOM
その他
Entry Maxi6RR（エントリー）
The Story Starts Here（ストーリーモード）
Avatar's Alert（全国分身対戦）
Attack And Chance（タイムアタック）
Inside The Hell（店内乱入対戦）
エンディング
Starry Night (Japanese Ver.) / SAK.
- 湾岸マキシ6, 6R & 6RRでは新たに4曲がレース用のBGMに追加され、エントリー時のBGMが変更された。なお、モード選択時のBGMは湾岸マキシ6から、湾岸ターミナルのBGMとレースリザルトBGMは湾岸マキシ4から引き続き使用されている。

### 湾岸ミッドナイト MAXIMUM TUNE 6RR PLUSの曲順
ストーリー・タイムアタック・全国分身対戦・店内乱入対戦モード用BGM

#### 湾岸ミッドナイト MAXIMUM TUNE 6, 6R & 6RR PLUS
1. Everynight, Everyday
2. Moonlight Love
歌 - MINATO
3. Midnight Symphony
歌 - SAK.
4. Maximum Overdrive
5. Midnight Wave
6. Coming to You
歌 - Jeff Washburn
7. Happy Moment
8. Starry Night (Future Ver.)
歌 - SAK.
9. Burning Away
歌 - Jeff Washburn
10. New Generation
11. Move On
12. Maximum Synergy
13. Driving Instinct
14. Black Phoenix
15. I'm Here for You
歌 - Taylor Pearlstein
16. Love And Gold
歌 - Jeff Washburn
17. Endless Run
18. The Time Is Over
歌 - Jeff Washburn & Taylor Pearlstein
19. Silver And Gold
歌 - SAK.
20. Sunriser
21. Groove Of Group
22. Break It Down
23. Beatific Smile
24. Sky Beauty
25. Love My Own Life
歌 - SAK.
26. Glare
27. Don't Stop
28. Wangan-Maxi Net Remix Vol.1
29. Wangan-Maxi Net Remix Vol.2

NO BGM
RANDOM
その他
Entry Maxi6RR PLUS（エントリー）
The Story Starts Here（ストーリーモード）
Avatar's Alert（全国分身対戦）
Attack And Chance（タイムアタック）
Inside The Hell（店内乱入対戦）
エンディング
Starry Night (Japanese Ver.) / SAK.
- 湾岸マキシ6, 6R, 6RR & 6RR PLUSでは新たに4曲がレース用のBGMに追加され、エントリー時のBGMが変更された。なお、モード選択時のBGMは湾岸マキシ6から、湾岸ターミナルのBGMとレースリザルトBGMは湾岸マキシ4から引き続き使用されている。

## 廃車カード
『2』から追加されたシステム。カード更新時に20話以上クリアしていると、自動的に作成され、データを新カードに移行後に今まで使用していたカードが廃車カードになる。廃車カードを元にカードを作成すると、わざわざ最初から始めなくても20話完了及び、600馬力チューニング済みであり、料金の節約ができる。引継ぎされる内容としては、使用車種、車体カラー、20話までの無敗or負け有りが引継ぎされ、カードネーム、走行距離、対人戦の対戦成績、ゲームのクリア状況（20話以上）は、引継ぎされない。1枚のカードで2台まで作成可能で、その後は使用済みとなる。
なお、『3』では『2』の廃車カードは使用できない。また、廃車カードからのカード作成時には、車体カラーの選択が可能になり、負け有りの場合でも無条件で無敗状態のカードが作成される。
『3DX』では、新たに「プレゼントカード」というシステムが、追加された。これは、従来のカードを60回使用し新カードに引継ぎ後、5回限定で更新した元のカードのデータをそのまま使用できるものである。また、カードネームも設定可能である。5回以上使用すると、自動的に従来の「廃車カード」に変化し、1枚のみ作成可能になるが、初期選択の車体カラーが初期選択のみしか作成できなくなった。
『3DX PLUS』では、『3DX』からの主な変更はないが、廃車カードからの作成時にボディカラーを選択できるようになった（その際、セルシオのみ2から3への引継ぎ時のみ選ぶことができたガッちゃんパープルが選択できる）。
『4』では60回同一車両でプレイすると、廃車カードが作成できる。バナパスポートカード1枚につき最大5台分の廃車カードを保有でき、ターミナルからほかのバナパスポートカードへ贈ることができる。廃車カードを作成する度に選択できる車体カラーが増える。4では廃車カードから新車を作る際に任意の車種を選択できるようになった。
『5』では、基本的なシステムは前作と同一だが、廃車カードのプレゼント時に、贈った側と贈られた側の両方にボーナスで500マキシG（ゴールド）が付与されるようになった。

## 対戦スタイルとオーラ
プレイヤーの対戦での運転動向をグラフ化して表示するシステム。これに反映されるのは対戦時の運転動向のみで、ストーリーモードや10人抜き、タイムアタックなどでライバルカーや壁にぶつかってもグラフに変化は生じない。『1』では横軸のクール…ワイルド表示のみだった。『2』からは縦軸のスムーズ…ラフ表示が追加された。これにより各プレイヤーの走り方が、より細かく表示されることとなった。なお、それぞれ色分けされており総走行距離が5,001kmに達すると、オーラとして現れ対戦スタイルを一目で確認することができる。オーラは走行距離に応じて増加する。対戦受付状態で空席（デモ画面）の筐体やプレイ終了の走行距離追加時に現われる（※オーラは『2』から追加）。プレイ中に車両後方に光るものはオーラではなくネオン管である。以下に詳細を記す。括弧内の方向はグラフの方向で、色はオーラの色である。
- （左）クール【黄(『2』)/緑(『3』以降)】←…→ワイルド【紫】（右）
対戦スタイルグラフの横軸。相手との接触頻度によって変化する。接触が少ないとクール、多いとワイルドになる。
- （上）スムーズ【青】←…→ラフ【赤】（下）
対戦スタイルグラフの縦軸。壁・アザーカー・障害物との接触頻度によって変化する。接触が少ないとスムーズ、多いとラフになる。『2』から導入。

オーラの変化
オーラは走行距離が5,001km以上になると発生し、以後特定の距離数を超えることで、その大きさや演出が変化していく。規定距離数に+1kmした状態で変化する為、丁度で距離が止まっている場合は変化しない（例：5,000kmではオーラが出ず、5,001kmからオーラが出る）。
- オーラ無し(0〜5,000km) - オーラが一切発生しない。
- 5,000kmオーラ(5,001〜10,000km) - 第一段階。車体のごく僅か下部(タイヤ部分辺り)まで発現する。
- 10,000kmオーラ(10,001〜30,000km) - 第二段階。車体の半分程度の高さまで発現する。
- 30,000kmオーラ(30,001〜100,000km) - 第三段階。車体全高と同程度まで発現する。
- 100,000kmオーラ(100,001〜500,000km) - 第四段階。車体を完全に覆い尽くし、非常に大きくなる。
- 500,000Kmオーラ(500,001〜1,000,000km) - 第五段階。更に縦方向に大きくなる。画面表示の領域を超えるほどに大きくなることから、通称「貫通オーラ」とも呼ばれている。
- 1,000,000kmオーラ(1,000,001〜2,000,000km) - 第六段階。画面表示の領域は超えているが、実際は更に縦方向に大きくなっている。それに加えて、車体周辺を稲妻が走るようになる。通称「稲妻オーラ」とも呼ばれている。
- 2,000,000kmオーラ(2,000,001km〜?km) - 第七段階（現ver最終段階）。第六段階よりも、更にオーラの量・発現速度・稲妻の大きさが変化している。2021年12月時点で確認できる正規プレイでの到達者は4名。

## 関連製品
『湾岸ミッドナイト サウンドトラック』
無敗特典（「4, 5 & 5DX」以降では、無敗有敗問わず4周目クリア、「5DX PLUS」以降では、無敗有敗問わず5周目クリア、「6」以降では、無敗有敗問わず6周目クリア）である、「湾岸ミッドナイト」・「湾岸ミッドナイト R」のBGMが収録されている。ただし、ブラックバードのテーマがない。
- DATA

発売日：2002年9月4日
発売元：株式会社サイトロン・デジタルコンテンツ
販売元：ソニー・ミュージック
価格：￥2,625（税込）
『湾岸ミッドナイト MAXIMUM TUNE 2 Original Soundtrack』
『1』と『2』の、作品内で使用されているBGMを音楽CD化し、上記のBGM欄以外には、『2』のオープニング曲、『1』と『2』のライバルキャラ・コースセレクト時の曲、ゴール時の曲が、収録されている。また、初回限定の封入特典として、特別曲：「Holy Land Anthem」が選択できるカードが封入された（『2』で使用可能）。
ただし、「Stream of Tears (More Tranced Remix)」は未収録で、下述する『2022 ver.』で収録された。
2022年11月10日、『2022 ver.』が配信限定で発売され、「Blue Blazes」のサブスクリプション向け短縮版と『1』のライバル・コース選択画面の未発表バージョンがボーナストラックとして収録された。
- DATA

発売日：2005年4月5日
配信開始日：2022年11月10日(2022 ver.)
発売元：株式会社デックスエンタテインメント
販売元：キングレコード株式会社
価格：￥3,150（税込）
全2枚組
『湾岸ミッドナイト MAXIMUM TUNE 3 Original Soundtrack』
『3』の、作品内で使用されているBGMを音楽CD化し、前作同様にオープニング曲なども収録されている。ただし、マキシ1&2及び無印R、3DX PLUS追加曲は収録されなかったが、3DX & 3DX PLUS追加曲は2015年7月発売の『湾岸ミッドナイト MAXIMUM TUNE』Original Soundtrack 10th Anniversary Boxで収録された。また、初回限定として、マキシ3のゲーム内で使用できる磁気カードが同梱されている。特典は、古代祐三自身が命名したプレミアム称号「旋律の覇者」、「音速ハンター」、「湾岸☆セレナード」のいずれかが記されたオリジナルデザインのカードである。このカード限定の特別曲などは無い。また、本作は2020年時点では1枚組で収録されているシリーズ唯一の作品である。
2022年11月10日、『2022 ver.』が配信限定で発売され、開始画面BGMの未発表バージョンがボーナストラックとして収録された。
- DATA

発売日：2007年9月27日
配信開始日：2022年11月10日(2022 ver.)
発売元：株式会社マーベラスエンターテイメント
販売元：ジェネオンエンタテインメント
価格：￥2,940（税込）
全1枚組
『湾岸ミッドナイト MAXIMUM TUNE 4 Original Soundtrack』
『5DX PLUS』においてストーリーモード1周目または『5DX』までに1周目クリア後に引き継ぎ後の周回クリア特典である『4』の、作品内で使用されているBGMを音楽CD化。本作ではシリーズ史上初のiTunesなどの音楽配信サイトで配信された。特典は、限定柄のバナパスポートカードが付く。
- DATA

発売日：2012年1月25日
発売元：株式会社ランティス
価格：￥3,300（税込）
全2枚組
『湾岸ミッドナイト MAXIMUM TUNE』Original Soundtrack 10th Anniversary Box
湾岸マキシシリーズの初代作『1』から『5』までの、作品内で使用されている全てのBGMを音楽CD化。全6枚組で全108曲も収録された、湾岸マキシシリーズのサントラCDで最もボリュームのあるCDである。更に湾岸マキシ3DXと湾岸マキシ3DX PLUSの楽曲も全てこのサントラCDに初収録される。CDジャケットも豪華で、Disc1と2が悪魔のZでマキシ4&5の曲、Disc3と4がブラックバード(マキシ5DX以降の作品の第19話から登場するRUF RCT仕様)でマキシ3, 3DX & 3DX PLUSの曲、Disc5と6が秋川レイナのBNR32でマキシ1&2の曲となっている。特典は、このCDサントラ限定イラストのバナパスポートカードが付く。なお当初は6月10日発売予定だったが、制作の都合で7月15日に延期となった。
- DATA

発売日：2015年7月15日
発売元：株式会社ランティス
価格：￥6,500（税込）
全6枚組
『湾岸ミッドナイトMAXIMUM TUNE 5』 Original Soundtrack
シリーズナンバリングタイトルのサントラとしては6年5か月ぶりの発売となり、『5』、『5DX』、『5DX PLUS』の、作品内で使用されているBGMを音楽CD化。この内『5』のオープニング映像BGMを除く楽曲は『湾岸ミッドナイト MAXIMUM TUNE』Original Soundtrack 10th Anniversary Boxで先行収録されており、本作はロングバージョンとして収録されている。『4』以来の、iTunesなどの音楽配信サイトでの配信に加え、シリーズナンバリングタイトル史上初のハイレゾ音源バージョンの配信が開始された。特典は従来とは異なり、Amazon購入者限定特典には『湾岸ミッドナイトMAXIMUM TUNE 5 Original Soundtrack』ステッカー、一部対象店舗購入者限定特典には『湾岸ミッドナイトMAXIMUM TUNE』オリジナルデザインステッカーが付く。ジャケットイラストは『5DX PLUS』の2017年7月アップデート前のタイトル画面と同じ。
- DATA

発売日：2018年6月13日
発売元：株式会社U/M/A/A
価格：￥2,700（税込）
全2枚組
『湾岸ミッドナイトMAXIMUM TUNE 6』 Original Soundtrack
シリーズナンバリングタイトルのサントラとしては4か月ぶりの発売。また、史上初めて同じ年にシリーズナンバリングタイトルのサントラが2枚発売された。本作では『6』で使用されているBGMを音楽CD化。ドライブ中の新BGMだけでなく、ストーリーモードや全国分身対戦モード、店内乱入対戦モード、タイムアタックモード、エンディングの新BGMも収録されている。また、CDジャケットが前作に続いて、ゲームの代表車種「フェアレディZ（S30Z)」、通称「悪魔のZ」を記したデザインとなっている。特典は前回に続き、Amazon購入者限定特典には『湾岸ミッドナイトMAXIMUM TUNE 6 Original Soundtrack』ステッカーが付く。
- DATA

発売日：2018年10月31日
発売元：株式会社U/M/A/A
価格：￥2,700（税込）
全2枚組